# Rosny-sous-Bois
Pour les articles homonymes, voir Rosny.
Rosny-sous-Bois [ʁonisubwɑ] est une commune française située en Île-de-France, à l'est de Paris, dans le département de la Seine-Saint-Denis.

## Géographie

### Description
Située à l'est de Paris, à 12 km du centre de la capitale et à 6 km de la porte de Bagnolet, la ville s'étend sur une vallée et les flancs de deux plateaux, dont celui d'Avron.
La ville est située dans le Sud de la Seine-Saint-Denis et est limitrophe du Val-de-Marne avec Fontenay-sous-Bois. Par la route, l'aéroport de Paris-Charles-de-Gaulle est situé à 18 km au nord-est, tandis que l'aéroport de Paris-Orly est situé à 23 km au sud-ouest.

### Communes limitrophes
Les communes limitrophes sont  Bondy, Fontenay-sous-Bois, Montreuil, Neuilly-Plaisance, Noisy-le-Sec et Villemomble.
| Noisy-le-Sec | Bondy              | Villemomble       |
| Montreuil    | Rosny-sous-Bois    | Neuilly-Plaisance |
| Montreuil    | Fontenay-sous-Bois | Neuilly-Plaisance |

### Hydrographie
Sur l'un des flancs du coteau, une petite rivière, le ru du Moleret, prend sa source à Rosny, puis devient la Molette avant de se jeter dans le Rouillon à Dugny. En raison de l'urbanisation du secteur, cette rivière a été busée et n'apparaît plus au niveau du sol. Le territoire est également drainé, vers la Marne, par l'ancien ru de la Fontaine du Vaisseau. L'aqueduc de la Dhuis traverse également le territoire communal.

### Transports et déplacements
Rosny-sous-Bois est traversée par l'A86 et l'A3, qui sont accessibles par l'échangeur de Rosny. La ville hébergeait le Centre national d'information routière, chargé d'informer les automobilistes sur les conditions de circulation, jusqu'à sa fermeture en 2016.
Deux gares de la ligne E du RER desservent la ville :
- Rosny-sous-Bois
- Rosny-Bois-Perrier

Trois stations de la ligne 11 du métro de Paris desservent la ville :
- La Dhuys
- Coteaux Beauclair
- Rosny - Bois-Perrier (terminus, qui accueillera aussi la future ligne 15)

La commune de Rosny-sous-Bois est desservie par de nombreuses lignes du réseau de bus RATP. La ville possède également le réseau de bus Titus, aux dessertes exclusivement intracommunales.

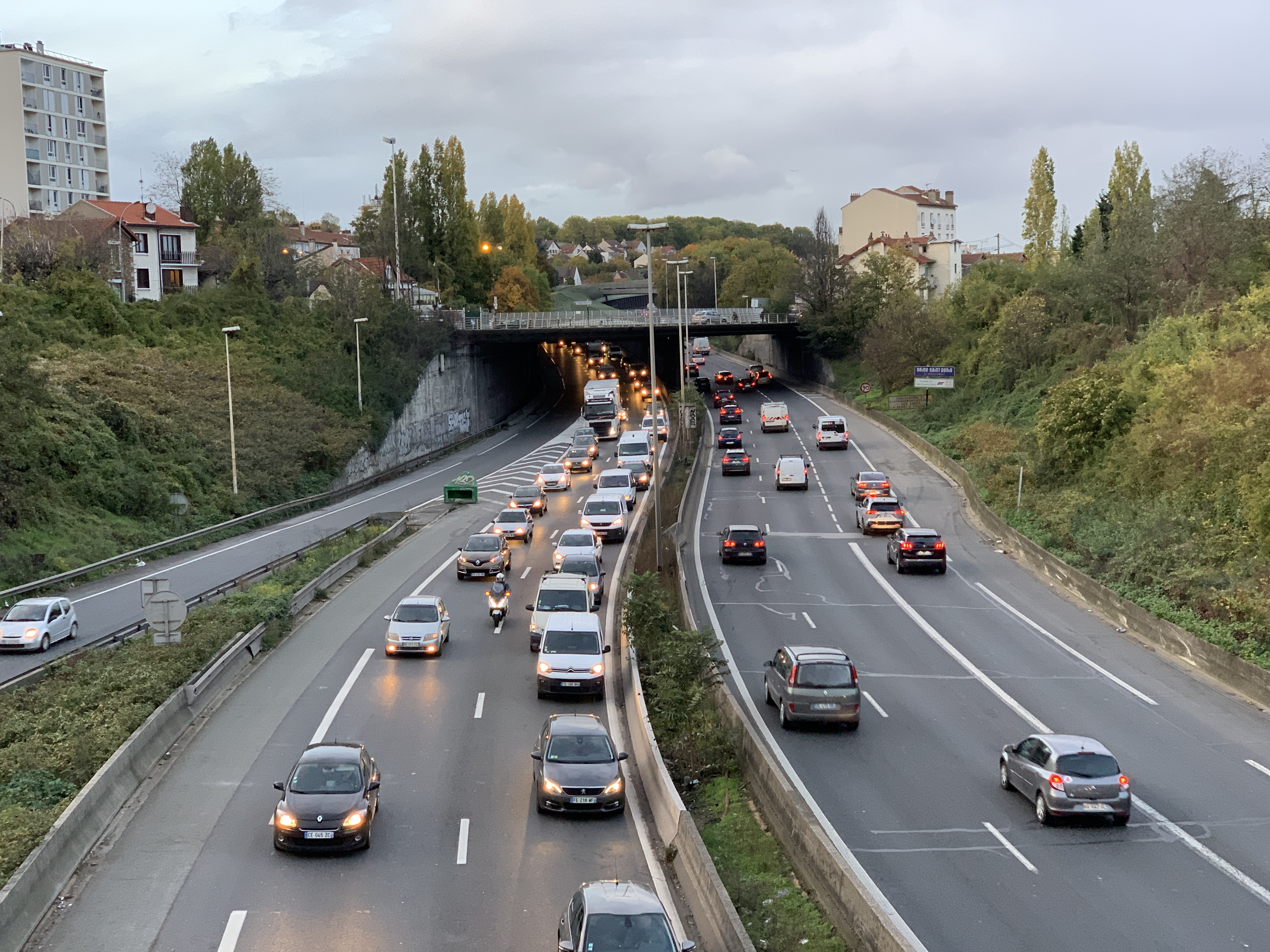
L'autoroute A86
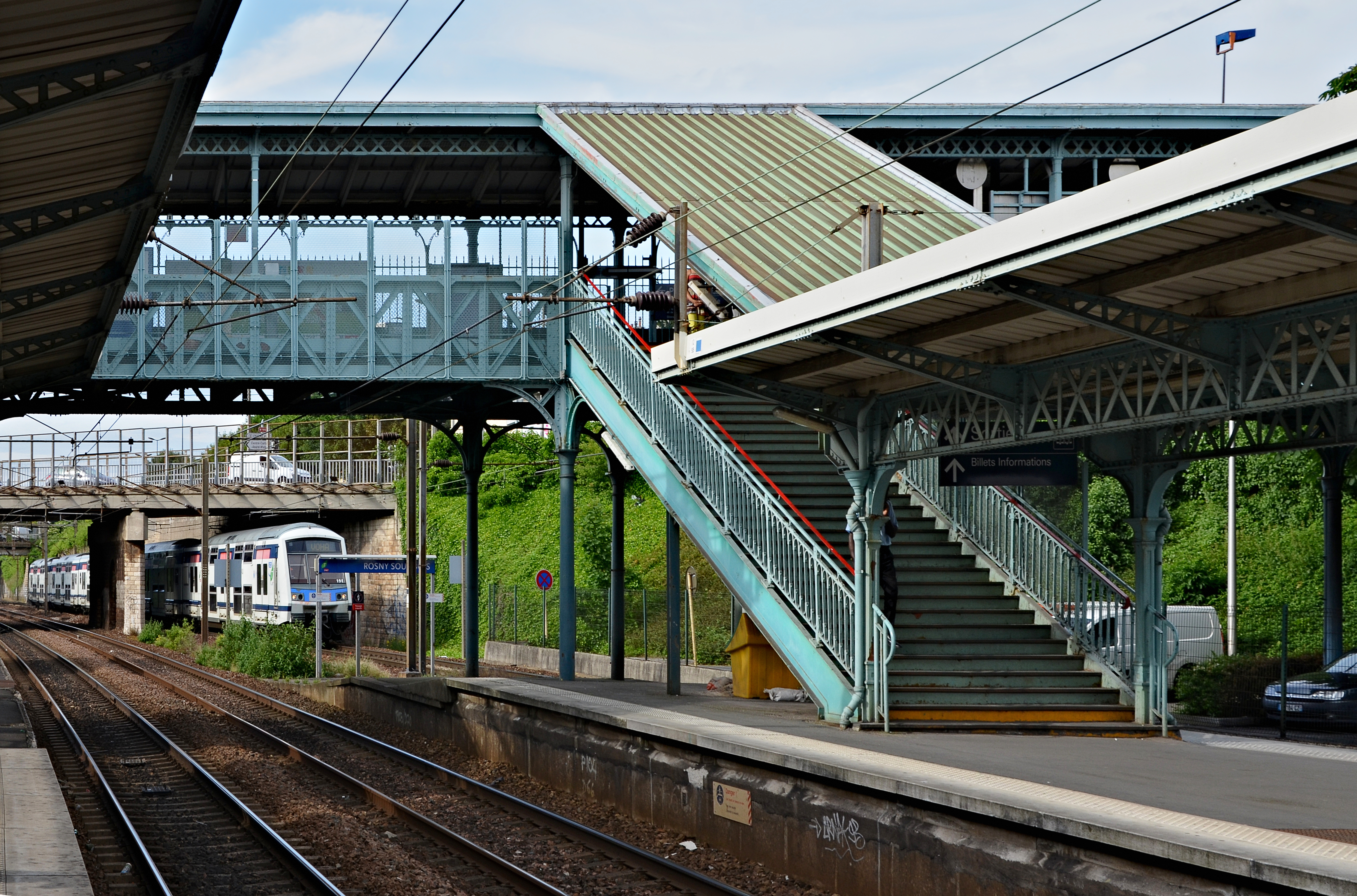
La gare de Rosny-sous-Bois (RER E)
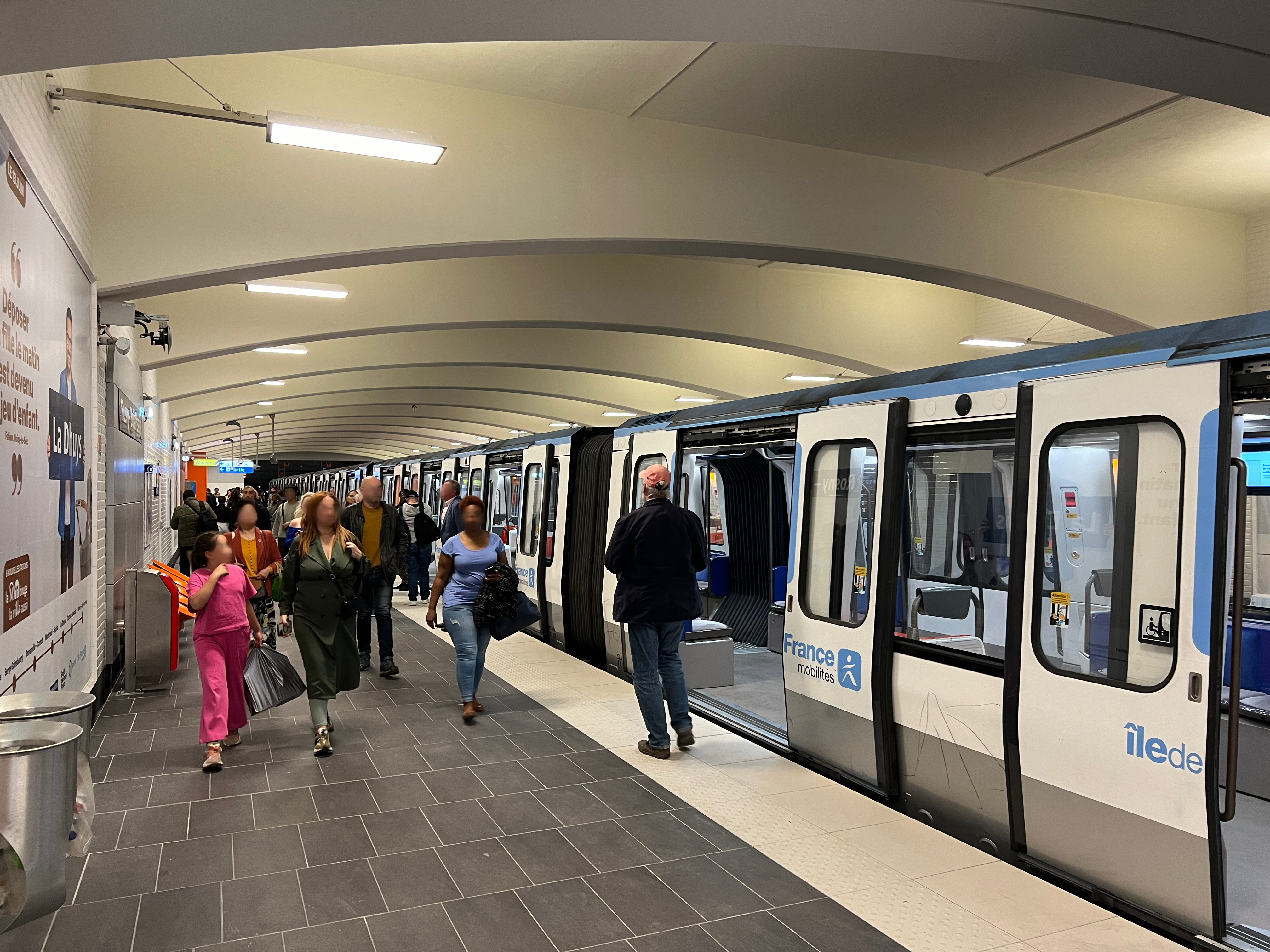
La station Rosny-Bois-Perrier (métro ligne 11)
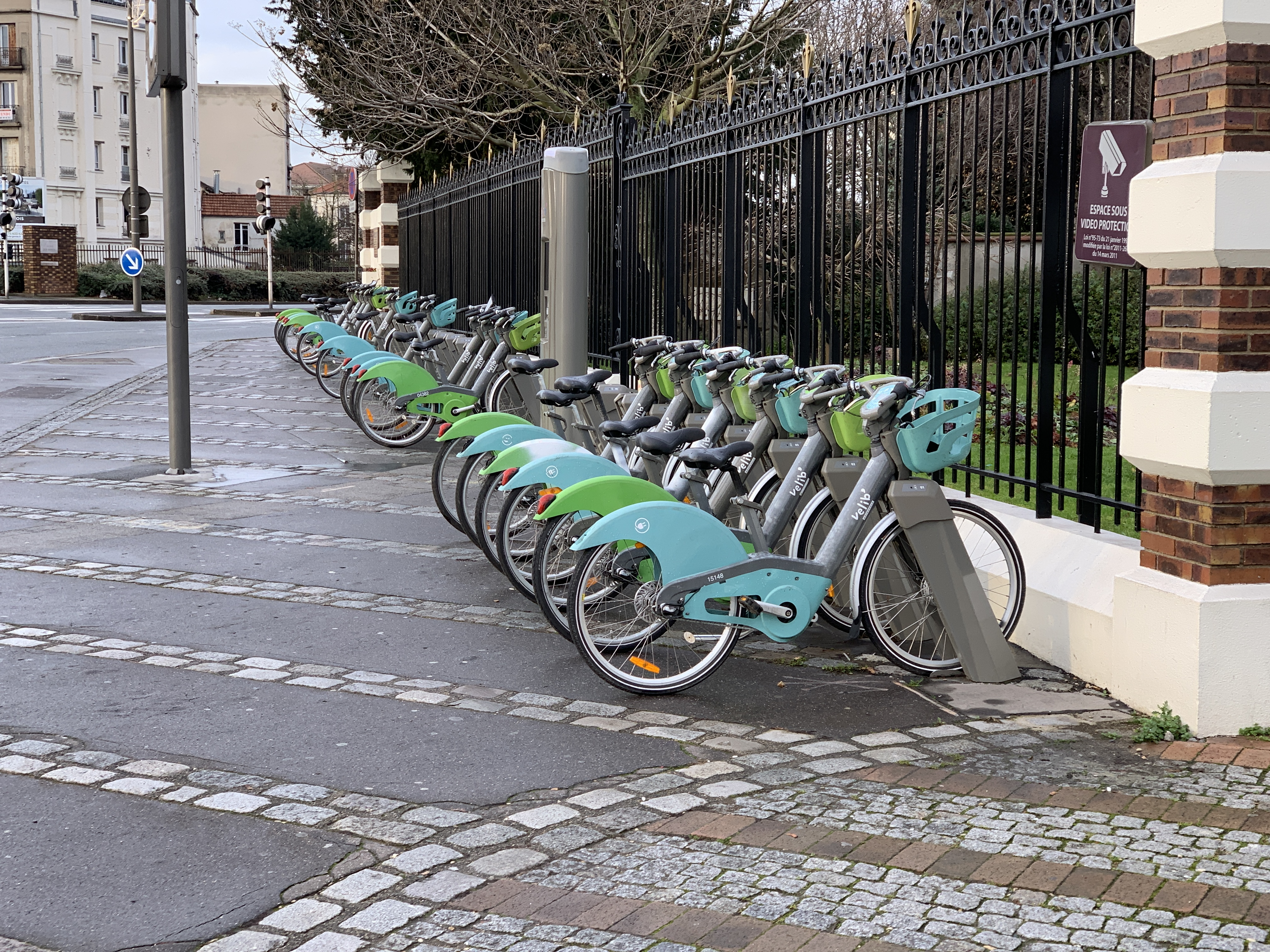
Station Vélib de la mairie
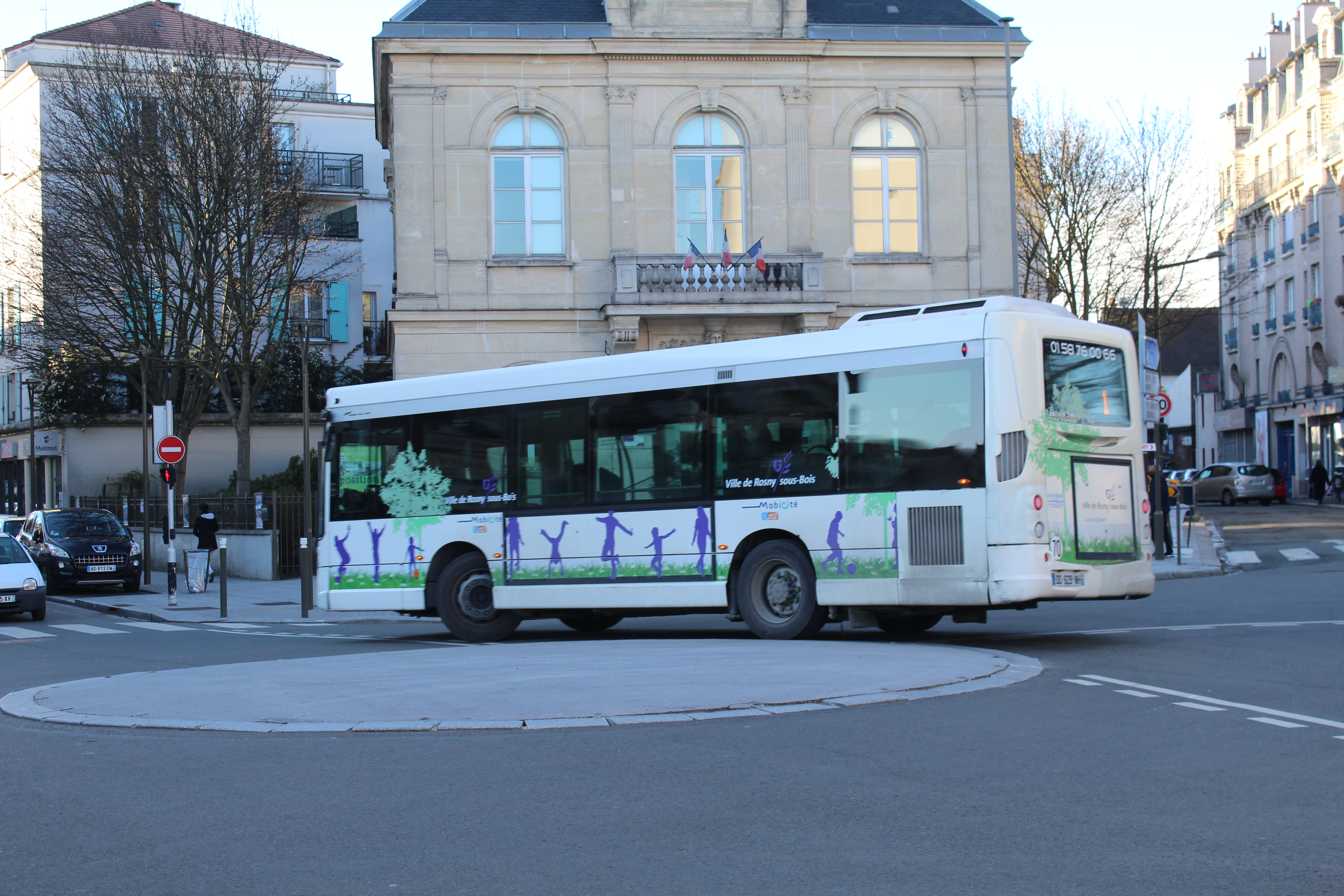
Un bus Titus de la ligne 1

### Climat
Pour des articles plus généraux, voir Climat de l'Île-de-France et Climat de la Seine-Saint-Denis.
En 2010, le climat de la commune est de type climat océanique dégradé des plaines du Centre et du Nord, selon une étude du CNRS s'appuyant sur une série de données couvrant la période 1971-2000. En 2020, Météo-France publie une typologie des climats de la France métropolitaine dans laquelle la commune est exposée à un climat océanique altéré et est dans la région climatique Sud-ouest du bassin Parisien, caractérisée par une faible pluviométrie, notamment au printemps (120 à 150 mm) et un hiver froid (3,5 °C).
Pour la période 1971-2000, la température annuelle moyenne est de 11,9 °C, avec une amplitude thermique annuelle de 15,3 °C. Le cumul annuel moyen de précipitations est de 653 mm, avec 10,6 jours de précipitations en janvier et 7,6 jours en juillet. Pour la période 1991-2020, la température moyenne annuelle observée sur la station météorologique la plus proche, située à Neuilly-sur-Marne à 4 km à vol d'oiseau, est de 12,3 °C et le cumul annuel moyen de précipitations est de 721,2 mm,. Pour l'avenir, les paramètres climatiques de la commune estimés pour 2050 selon différents scénarios d'émission de gaz à effet de serre sont consultables sur un site dédié publié par Météo-France en novembre 2022.
| Mois                                  | jan.           | fév.             | mars          | avril         | mai           | juin          | jui.          | août          | sep.          | oct.            | nov.            | déc.            | année     |
| ------------------------------------- | -------------- | ---------------- | ------------- | ------------- | ------------- | ------------- | ------------- | ------------- | ------------- | --------------- | --------------- | --------------- | --------- |
| Température minimale moyenne (°C)     | 2,1            | 1,9              | 4             | 6,2           | 9,8           | 13,1          | 15,1          | 14,7          | 11,2          | 8,5             | 5               | 2,6             | 7,8       |
| Température moyenne (°C)              | 4,9            | 5,4              | 8,5           | 11,5          | 15,1          | 18,4          | 20,7          | 20,4          | 16,6          | 12,7            | 8,1             | 5,4             | 12,3      |
| Température maximale moyenne (°C)     | 7,7            | 9                | 13,1          | 16,8          | 20,4          | 23,8          | 26,2          | 26,2          | 22            | 16,9            | 11,3            | 8,1             | 16,8      |
| Record de froid (°C) date du record   | −17 17.01.1985 | −12,5 08.02.1991 | −9,5 13.03.13 | −4,3 06.04.21 | −0,6 06.05.19 | 4 04.06.01    | 7,5 31.07.15  | 5 30.08.1986  | 1,5 30.09.18  | −4,5 30.10.1997 | −8,7 24.11.1998 | −8,9 29.12.1996 | −17 1985  |
| Record de chaleur (°C) date du record | 16,6 28.01.02  | 21,4 27.02.19    | 26,9 31.03.21 | 29,9 20.04.18 | 33,1 27.05.05 | 38,3 27.06.11 | 42,5 25.07.19 | 40,5 12.08.03 | 36,3 08.09.23 | 29,7 03.10.11   | 22,5 08.11.15   | 18 07.12.00     | 42,5 2019 |
| Précipitations (mm)                   | 57,7           | 50,6             | 51,5          | 50,2          | 72,4          | 62,4          | 64,4          | 60,4          | 52,2          | 60,5            | 62,8            | 76,1            | 721,2     |

## Urbanisme

### Typologie
Au 1er janvier 2024, Rosny-sous-Bois est catégorisée grand centre urbain, selon la nouvelle grille communale de densité à sept niveaux définie par l'Insee en 2022.
Elle appartient à l'unité urbaine de Paris, une agglomération inter-départementale regroupant 407 communes, dont elle est une commune de la banlieue,,. Par ailleurs la commune fait partie de l'aire d'attraction de Paris, dont elle est une commune du pôle principal,. Cette aire regroupe 1 929 communes,.

### Quartiers
La ville de Rosny-sous-Bois compte 4 quartiers :
- Centre-Ville - Plateau d'Avron - Beauséjour : situé au centre et à l'est de la ville. Le centre-ville comprend de nombreux commerces, la mairie de la ville et une piscine municipale ainsi qu'un conservatoire, un théâtre/cinéma et une fabrique artistique et numérique. Le Plateau d'Avron est essentiellement un quartier pavillonnaire et abrite un complexe sportif ainsi que l'École Nationale des Arts du Cirque. Beauséjour est un quartier pavillonnaire au nord-est de la ville.
- Marnaudes - Bois Perrier : situé au nord de la ville. Ce quartier est connu pour y abriter un des plus grands centre-commerciaux français, Westfield Rosny 2. Le quartier est essentiellement résidentiel puis également industriel avec la Zone d'Activités Montgolfier au nord de la ville.
- La Boissière-Côteaux Beauclair : situé à l'ouest de la ville. Ce quartier abrite le deuxième plus important centre-commercial de la commune, le centre commercial Domus ainsi que le golf, des hôtels ainsi que plusieurs quartiers résidentiels.
- Rosny Sud : situé au sud et sud-est de la ville. Ce quartier est exclusivement résidentiel, et abrite quelques boutiques, plusieurs établissements scolaires et un marché. Rosny-Sud comprend les quartiers de la Justice, des Boutours ou encore du Pré-Gentil.

### Habitat
| Logements                                        | Nombre en 2007 | % en 2007 | nombre en 2012 | % en 2012 | nombre en 2017 | % en 2017 |
| ------------------------------------------------ | -------------- | --------- | -------------- | --------- | -------------- | --------- |
| Total                                            | 17 701         | 100 %     | 18 304         | 100 %     | 20 598         | 100 %     |
| Résidences principales                           | 16 664         | 94,1 %    | 17 080         | 93,3 %    | 18 826         | 91,4 %    |
| → Dont HLM                                       | 2 719          | 16,3 %    | 3 802          | 22,3 %    | 4586           | 24,4 %    |
| Résidences secondaires et logements occasionnels | 125            | 0,7 %     | 75             | 0,4 %     | 280            | 1,4 %     |
| Logements vacants                                | 911            | 5,1 %     | 1 149          | 6,3 %     | 1 493          | 7,2 %     |
| Dont :                                           |                |           |                |           |                |           |
| → maisons                                        | 3 650          | 20,6 %    | 3 610          | 19,7 %    | 3 747          | 18,2 %    |
| → appartements                                   | 13 861         | 78,3 %    | 14 442         | 78,9 %    | 16 768         | 81,4 %    |

Rosny-Sous-Bois comporte plusieurs ensembles de logements sociaux et, depuis 2006, connaît de nombreuses destructions d'immeubles des années 1960 pour reconstruire de nouveaux immeubles résidentiels neufs, dans divers quartiers de la ville. La même année, le nouveau quartier Les Portes de Rosny était en construction.
Malgré ces démolitions, un effort soutenu de construction de nouveaux logements entre 2007 et 2017, essentiellement des appartements, permet à la ville de presque atteindre ses obligations en matière de taux de logements social issues de la Loi SRU, ce qui était loin d'être le cas en 2008. Toutefois la croissance du nombre de logements vacants sur la même période amène à s'interroger sur l'adéquation du parc de logements aux besoins de la population.

## Toponymie

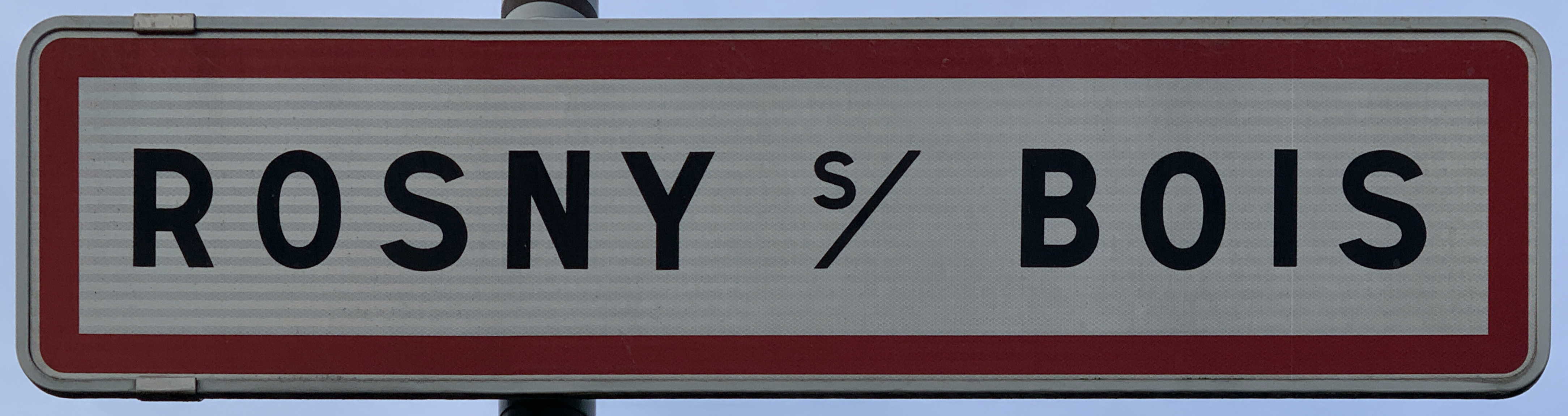
Panneau d'entrée dans Rosny depuis Fontenay-sous-Bois.

Le lieu est connu sous divers noms selon l'époque : Redomatum, Rodoniacum en 1163 ; Rooneio, Roonio, Rodonio au XIIIe siècle ; Rosny en 1344 ; Rooniaco au XVe siècle ; Rôni en 1740.
Au XVIIIe siècle, apparaît la mention « sous le bois » ou « sous le bois de Vincennes » ; le nom actuel de « Rosny-sous-Bois » est pris officiellement en 1897.

## Histoire

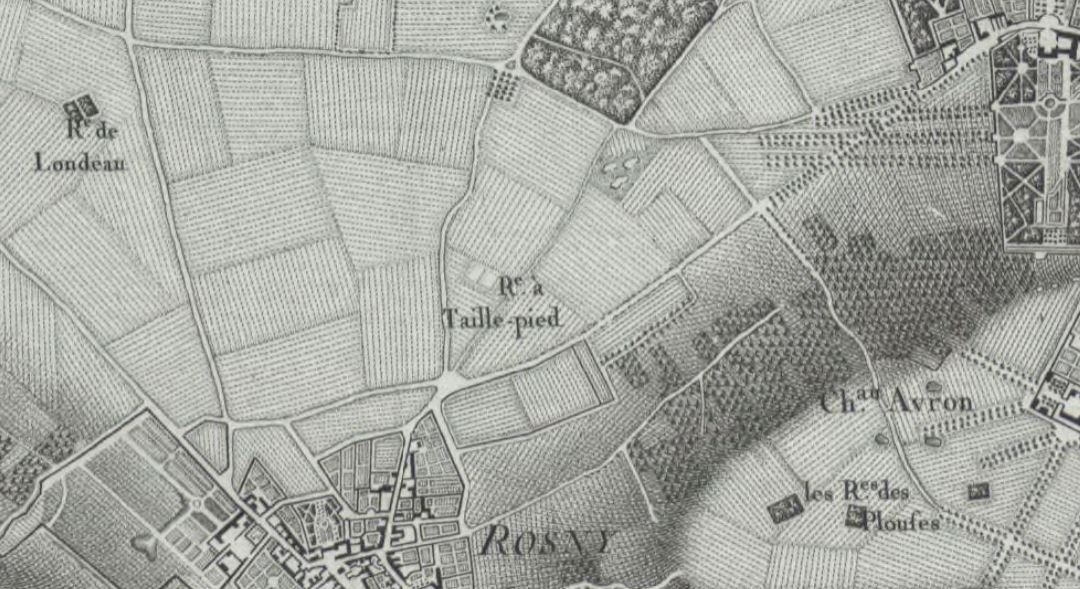
Rosny sur la Carte des Chasses du Roi (vers 1764-1774).

L'existence d'un village mérovingien est attestée par des fouilles menées à côté de l'église Sainte-Geneviève.
En 1163, une bulle du pape Alexandre III fait mention de Rodoniacum : « l'église avec le village autour » ainsi que la terre appartenaient à l'abbaye de Sainte Geneviève. L'abbé de Sainte-Geneviève devait, chaque année, donner au roi six oies blanches pour le fief que le domaine royal avait à Rosny. Selon un manuscrit de 1291, Les Miracula sanctae Genovefae post mortem relatent qu’en 866, les religieux qui rapportent les reliques de sainte Geneviève de Marizy (Aisne), où la châsse de la sainte avait été abritée en 861 pour la soustraire aux Normands, s’arrêtent à Rosny-sous-Bois.
La commune se dote dès 1834 d'une salle d'asile, la première dénomination de ce qui deviendra les écoles maternelles.
La Redoute de la Boissière est édifiée en 1831 et constituait un des éléments de la défense de Paris. Pendant la guerre franco-allemande de 1870, la redoute est utilisée durant le siège de Paris et le plateau d'Avron a été un des hauts lieux de la défense de Paris.
Le Fort de Rosny, construit de 1840 à 1846, est l'un des seize forts détachés de l'enceinte de Thiers qui protégeaient la capitale

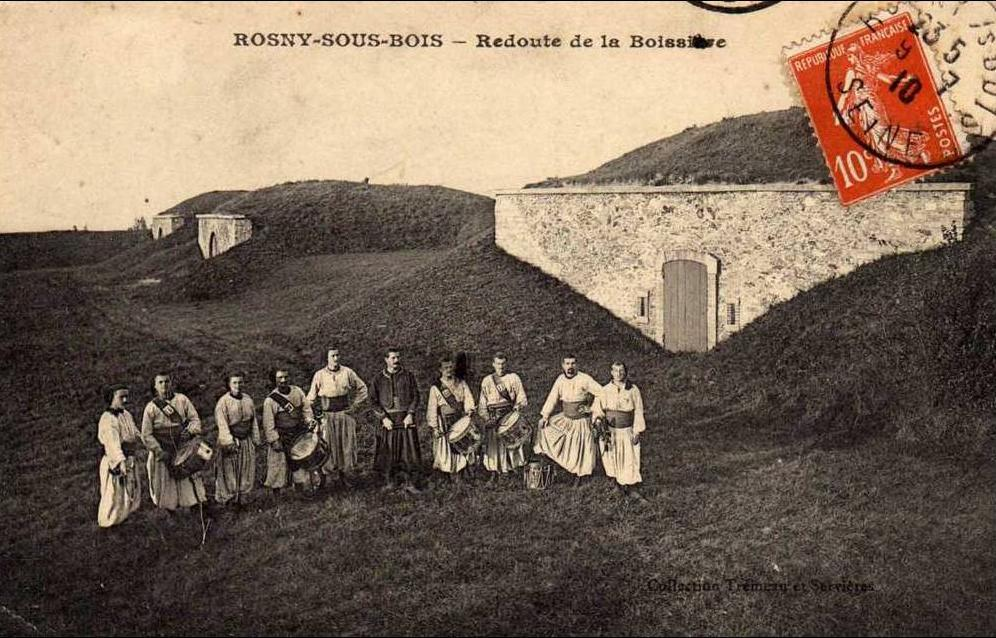
La redoute de la boissière avant 1910
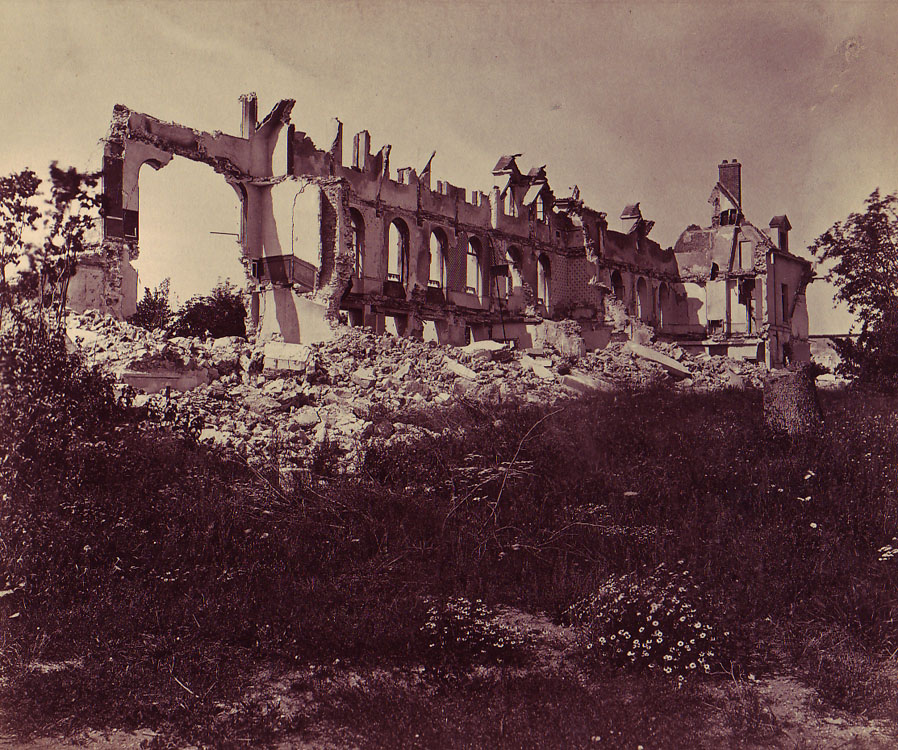
Ruines du château d'Avron après la Guerre de 1870

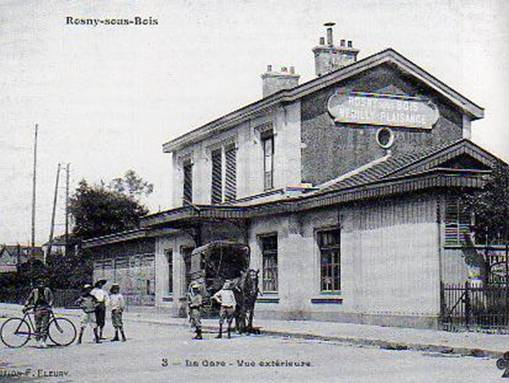
La première gare desservit la commune à partir de 1856. En 1912 elle fut remplacée par le bâtiment actuel.

La ligne Paris-Mulhouse est mise en service en 1852, et une première gare dessert Rosny en 1856. Dans les dernières années du XIXe siècle, Rosny était desservie par une petite vingtaine de trains dans chaque sens, mettant la commune à 25 minutes de Paris.
Historiquement la ville s'est développée par ses cultures maraîchères et par l'exploitation du gypse. À la fin du XIXe siècle, 487 hectares sont encore cultivés, sur les 629 que compte la commune :
En 1894, la commune engage la construction de l'école du centre sur un terrain acquis de la Compagnie des chemins de fer de l'Est pour remplacer l'équipement précédent qui n'avait que deux classes. En 1904 l'école est agrandie d'une aile pour les filles ainsi que de locaux pour l'école maternelle.
| Cultures à la fin du XIXe siècle        | Surface (en hectares) | Culture              | Surface (en hectares) |
| --------------------------------------- | --------------------- | -------------------- | --------------------- |
| Froment                                 | 9 ha                  | Avoine               | 15 ha                 |
| Haricots                                | 10 ha                 | Pomme de terre       | 55 ha                 |
| Carottes                                | 12 ha                 | Choux                | 110 ha                |
| Asperges                                | 50 ha                 | Oignons, poireaux    | 28 ha                 |
| Oseille, persil                         | 22 ha                 | Chicorée, pissenlit  | 36 ha                 |
| Autres légumes                          | 17 ha                 | Luzerne              | 8 ha                  |
| Autres fourragères                      | 6 ha                  | Pommiers, poiriers   | 37 ha                 |
| Pêchers, abricotiers                    | 3 ha                  | Pruniers, cerisiers  | 7 ha                  |
| Framboisiers, cassissiers, groseilliers | 9 ha                  | Cultures maraîchères | 8 ha                  |
| Cultures familiales                     | 5 ha                  |                      |                       |

Les carrières de gypse sont exploitées dès au moins 1640 dans le secteur de la rue Rochebrune. Cette exploitation a pris fin au début des années 1990., mais laisse des séquelles qui ont fait s'effondrer plusieurs habitations qui se trouvaient au-dessus. Il reste une entrée des carrières de gypse dans le parc Jean-Decesari.
Le Fort de Rosny a abrité entre 1901 et 1920 le 5e bataillon du 4e régiment de zouaves, et abrite depuis 1921 le Centre technique et scientifique ainsi que d'autres services de la gendarmerie nationale. La rue du 4e-Zouaves leur rend hommage.

Rosny et les Zouaves
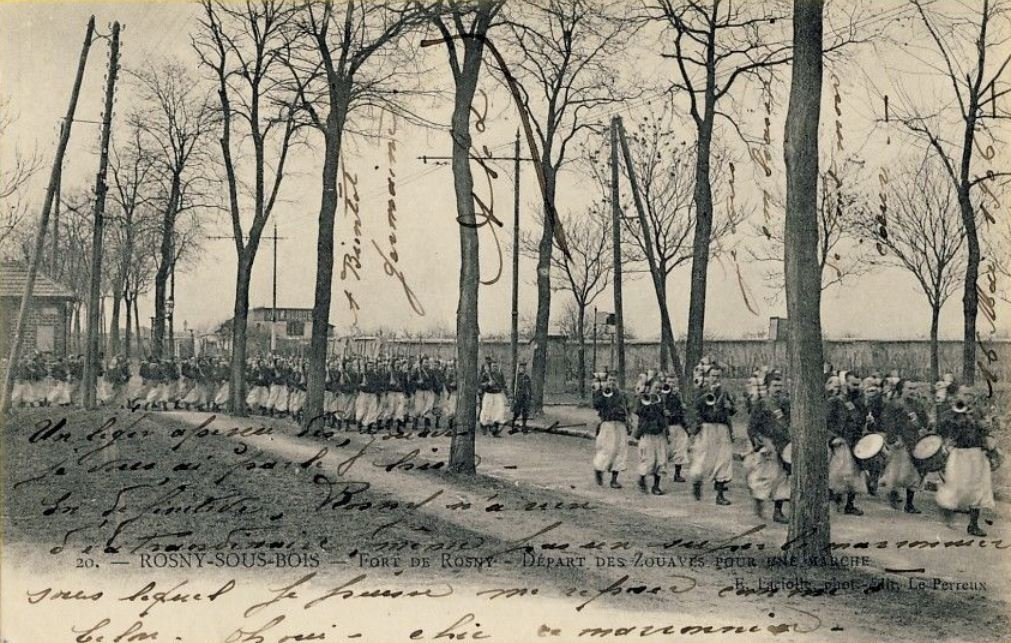
Fort de Rosny : Départ des Zouaves.
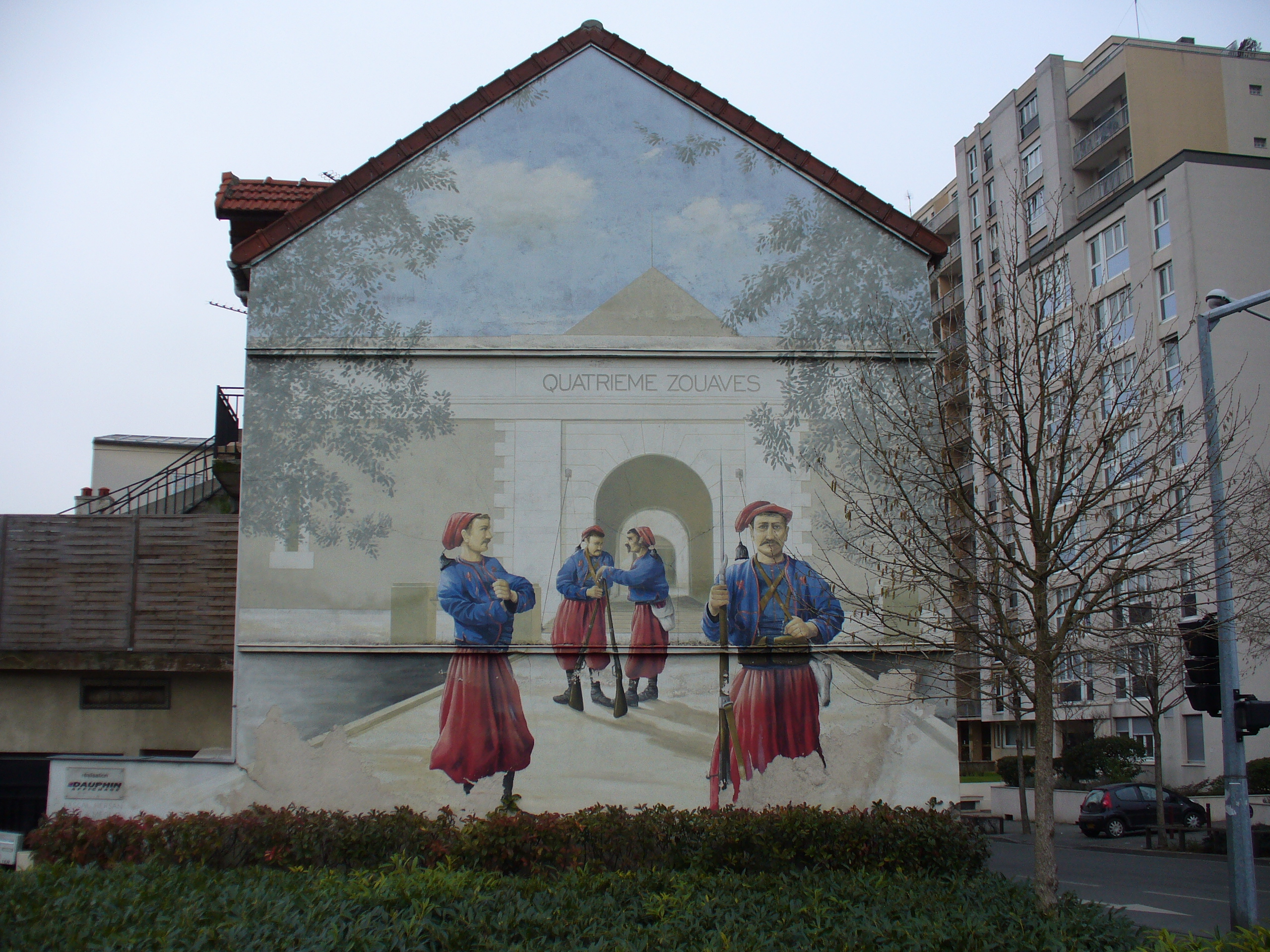

Rosny est desservie au débit du XXe siècle par trois lignes de tramways exploités par la compagnie des Chemins de fer nogentais :
- Ligne 4 : La Maltournée (Neuilly-Plaisance) – Mairie de Rosny-sous-Bois, ouverte dès 1894 ; la traction était à air comprimé, automotrices Mékarski, puis électrique après 1900 (ligne renumérotée 116 en 1921 par le nouvel exploitant, la STCRP) ;
- Ligne 6, ouverte le 21 juin 1900, qui reliait la place de la République à Paris à Villemomble (Gare du Raincy - Villemomble - Montfermeil) (qui porta à partir de 1921 le N° 118) ;
- Ligne 9, ouverte le 13 mars 1902, entre Porte de Vincennes et Villemomble (Gare de Gagny) (renumérotée 121 en 1921).

Ces lignes sont transformées en lignes d'autobus entre 1935 et 1937.

Rosny-sous-Bois au tout début du XXe siècle
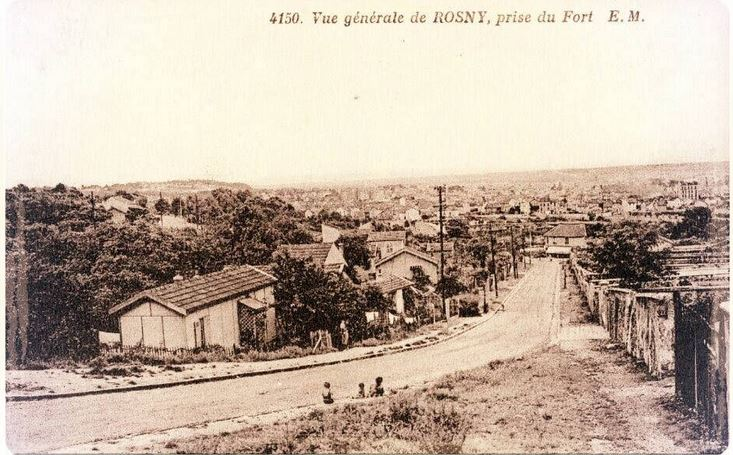
Vue général de Rosny - Rue du Quatrième-Zouaves
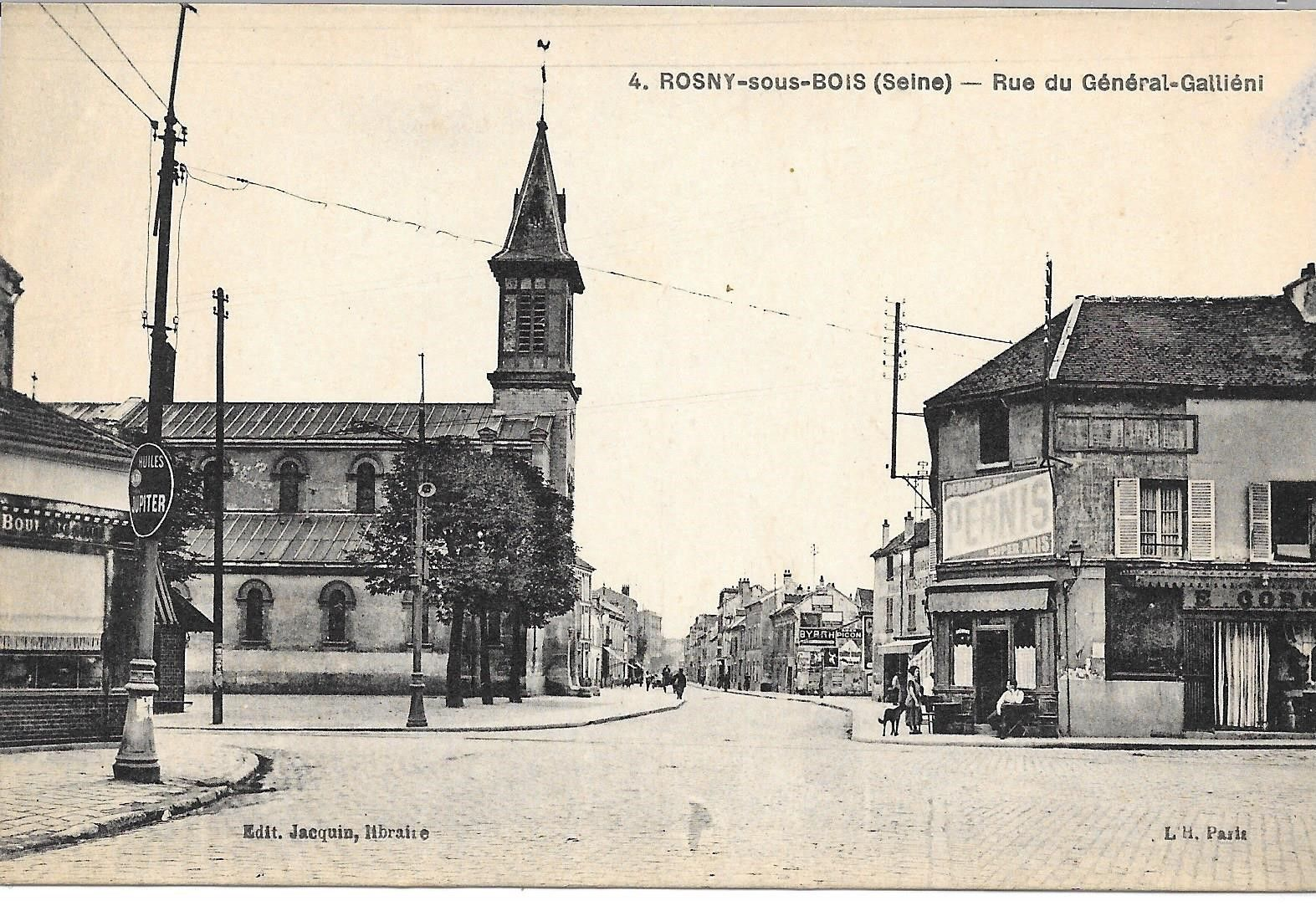
Rue du Général-Gallieni
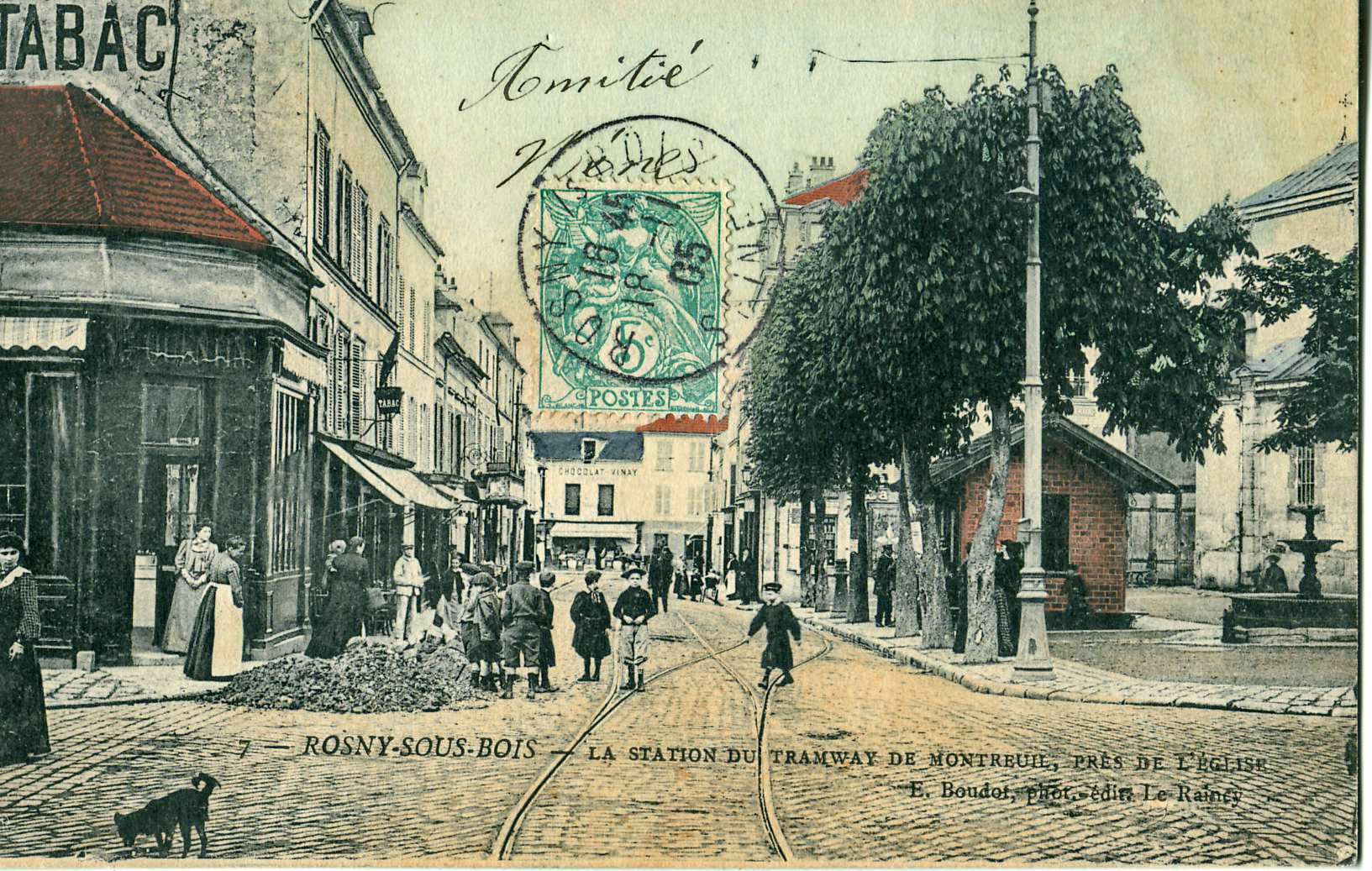
Paysage du centre ville vers 1905. La station du tramway Nogentais et ses rails, implantés au plein milieu de la rue, peut être aperçue.
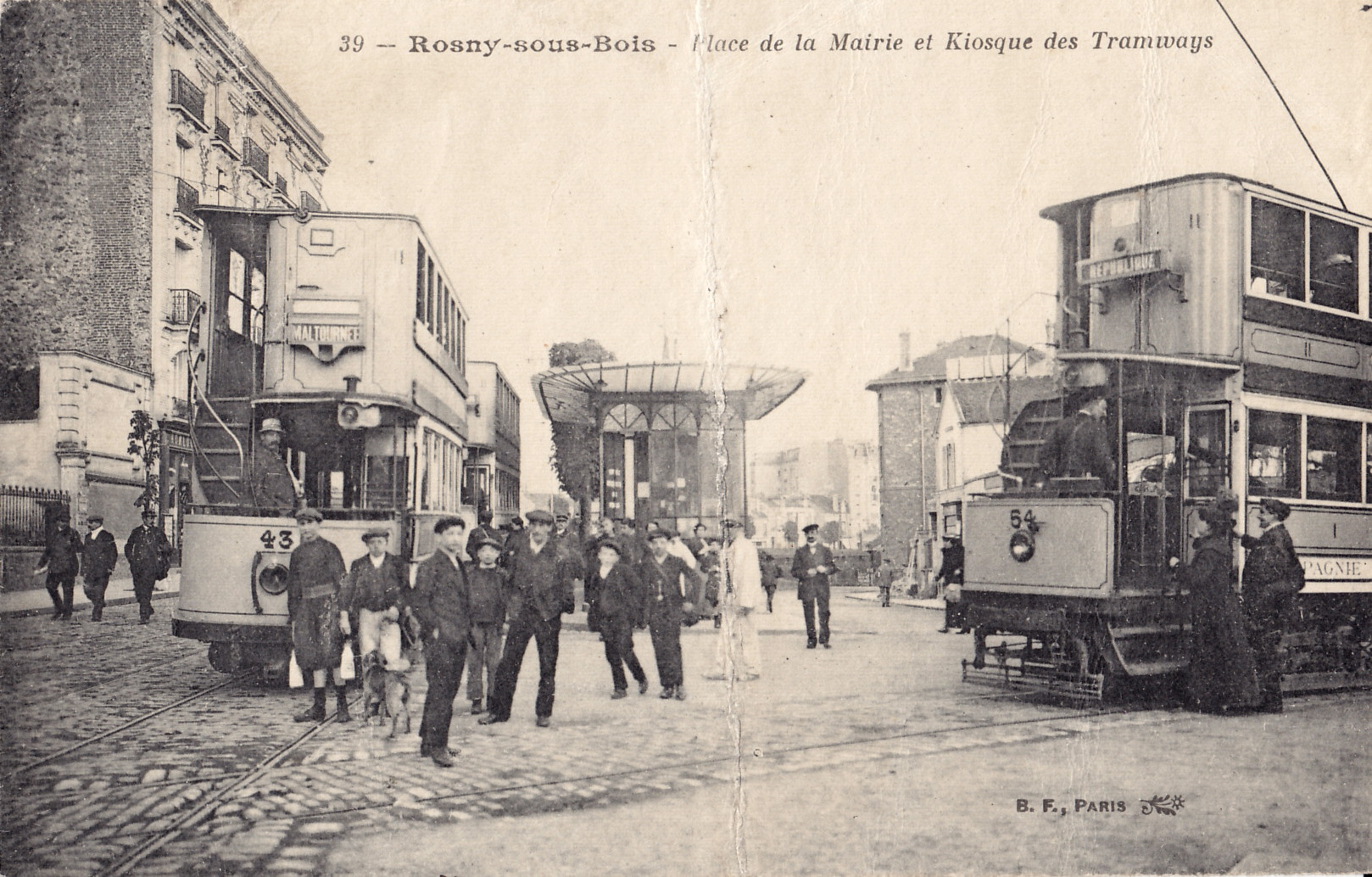
L'ancien tramway des Nogentais desservait la ville jusqu'en 1935.
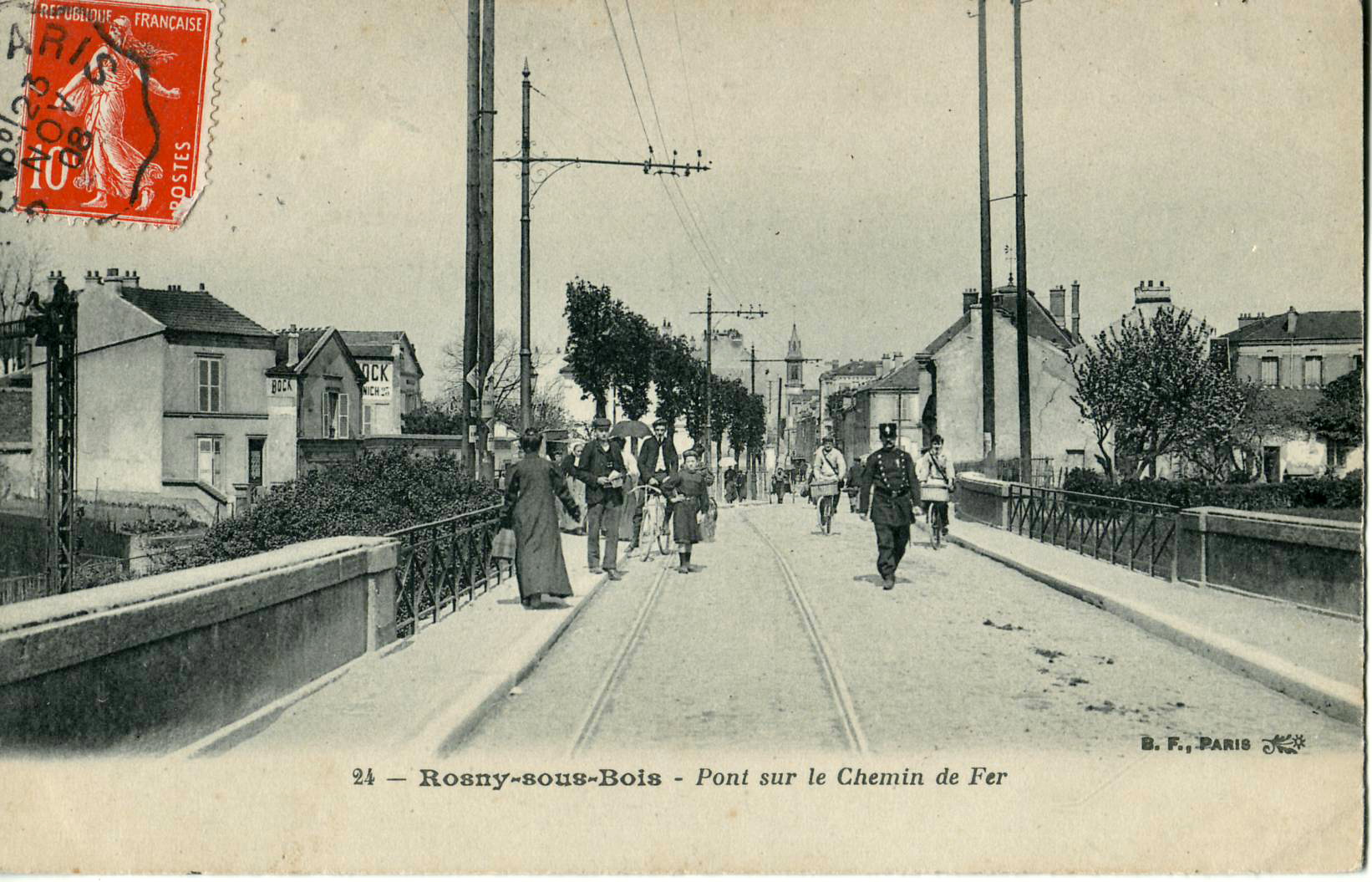
Vue du Pont du Chemin de fer, à la même époque...
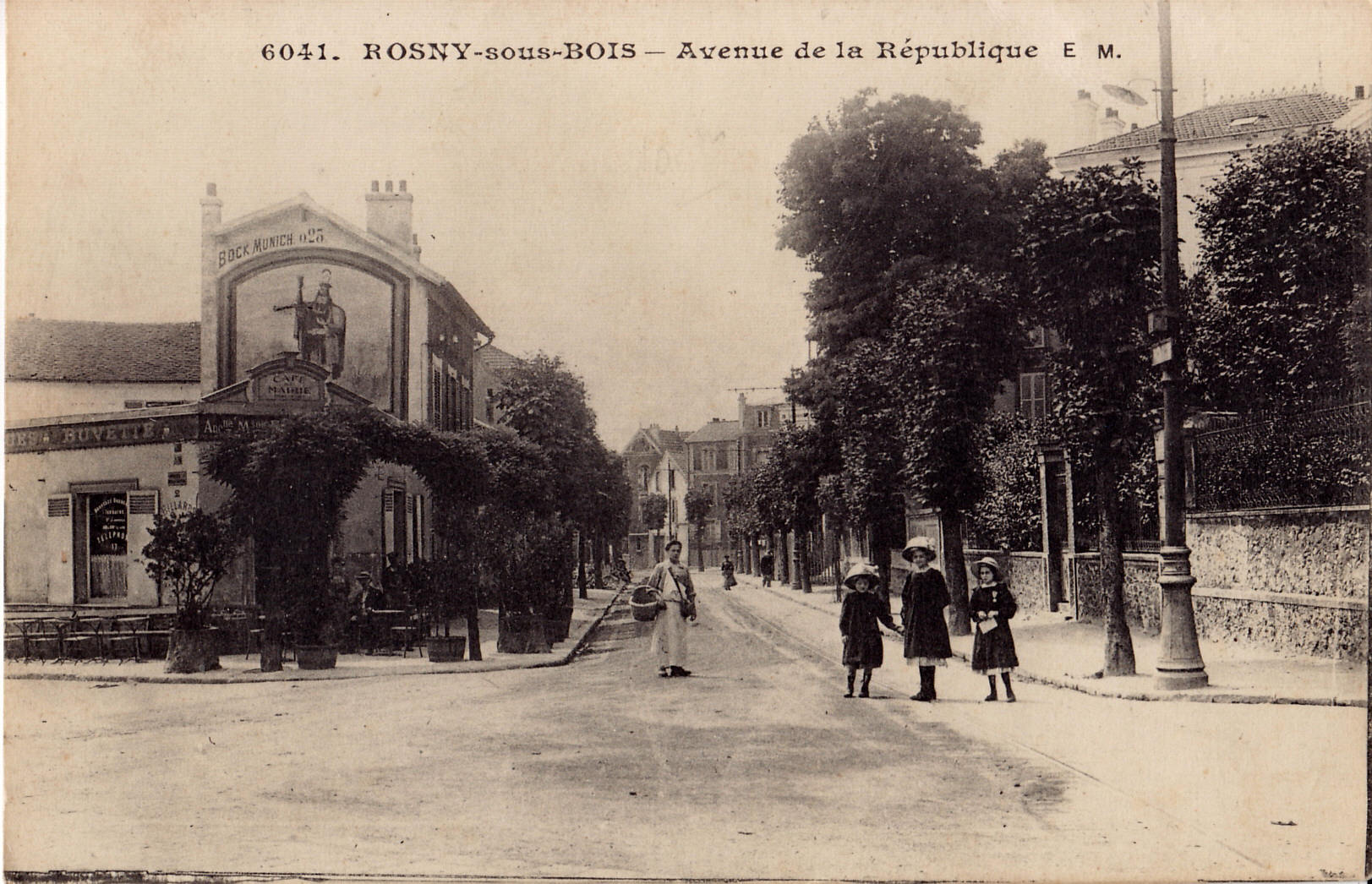
... et l'avenue de la République, avec le Café de la Mairie.
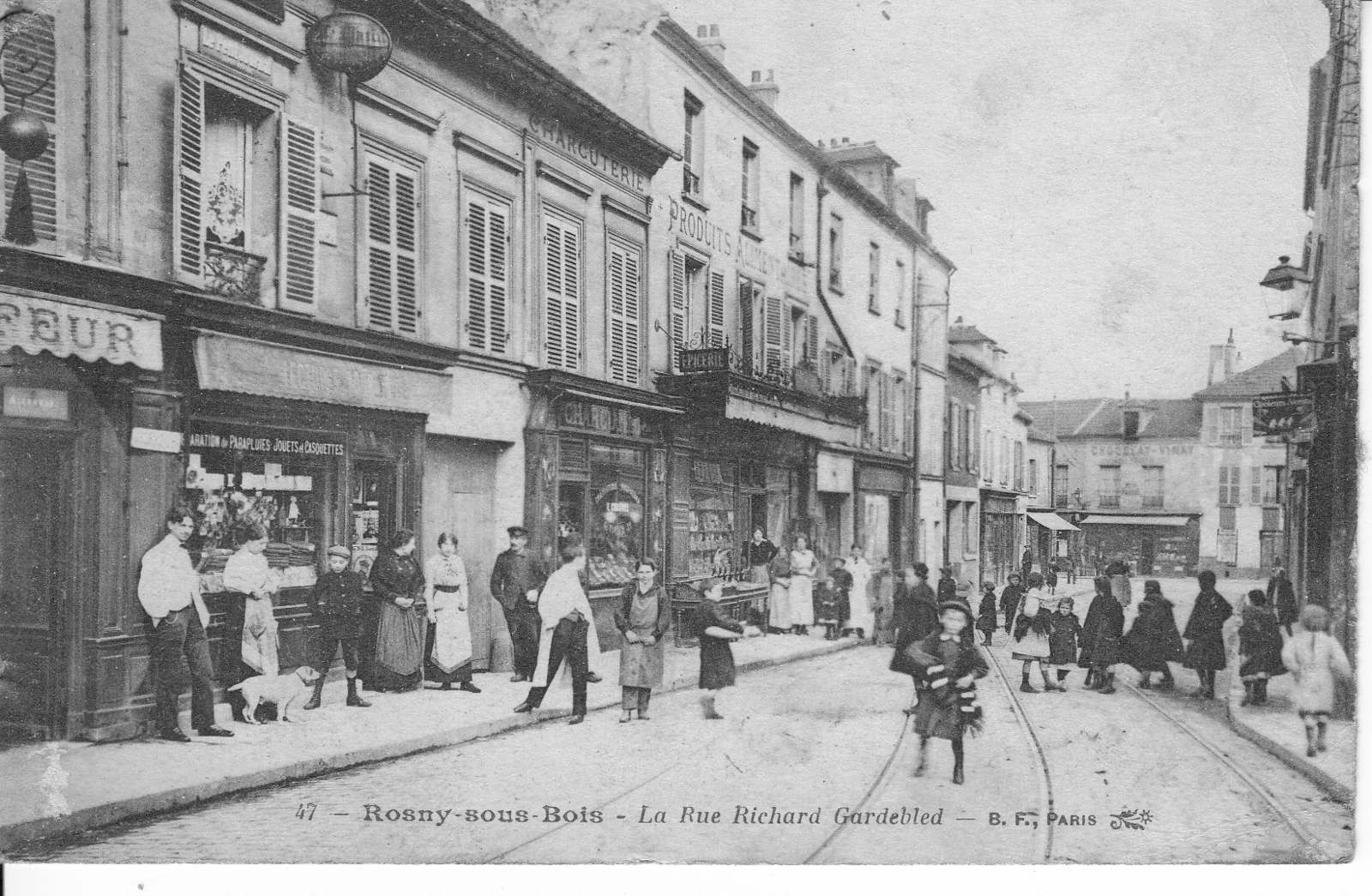
Rue Richard-Gardebled
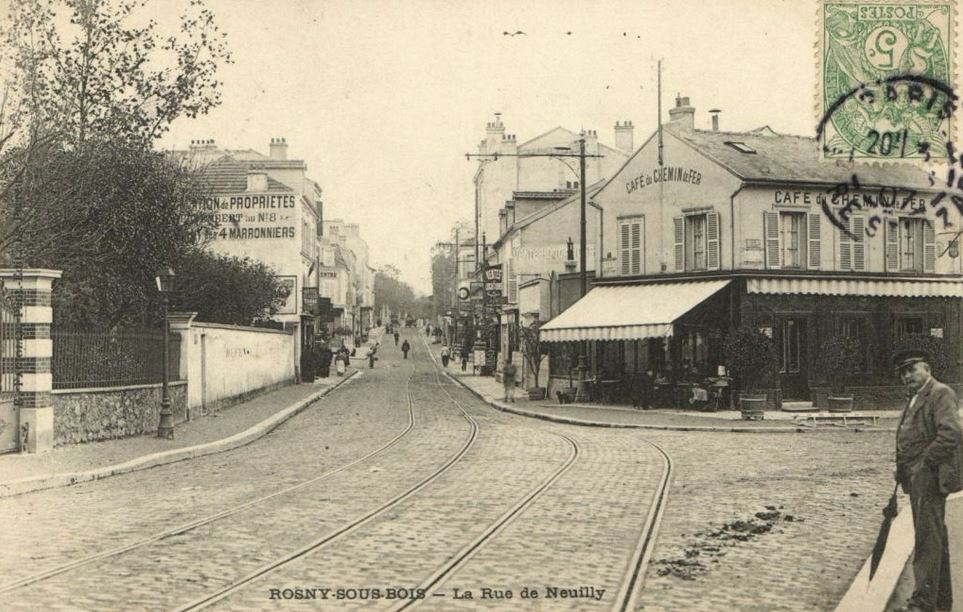
La rue de Neuilly, aujourd'hui rue du Général-Leclerc
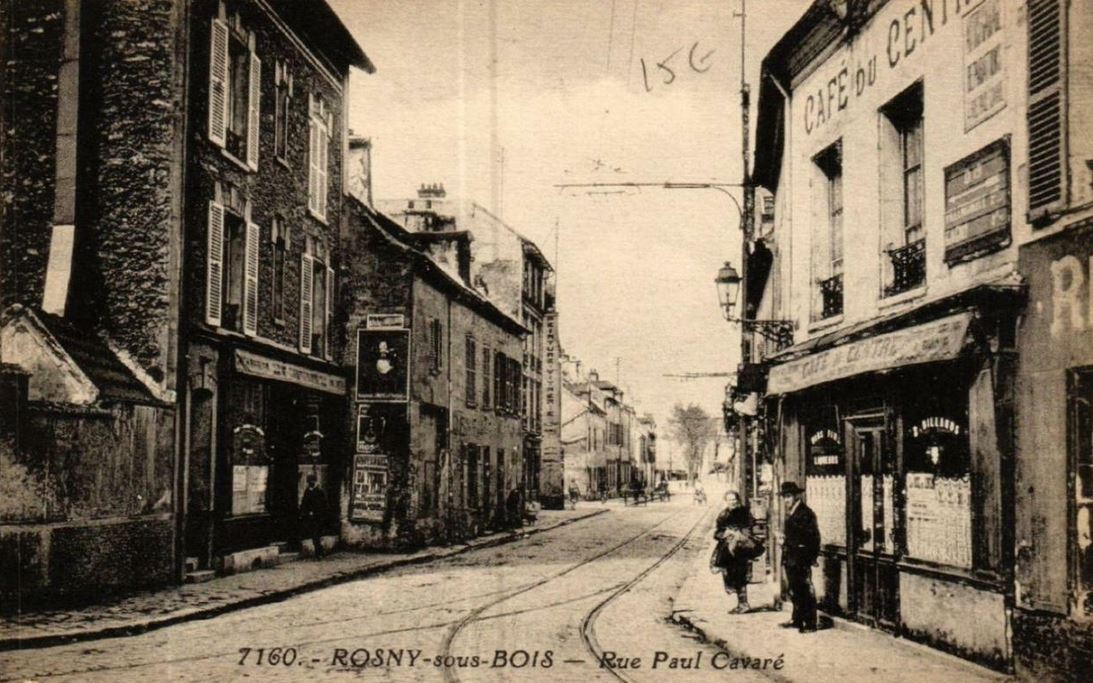
Rue Paul-Cavaré
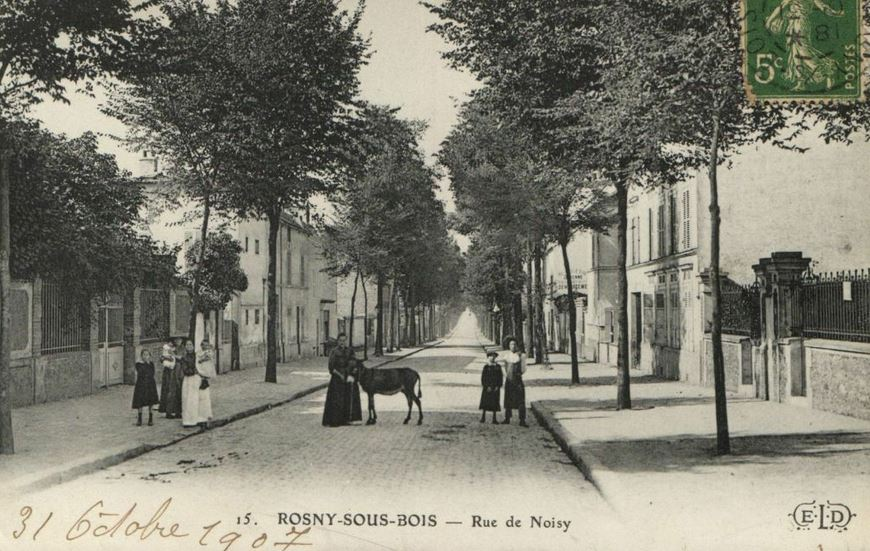
Rue de Noisy

Afin de satisfaire aux besoins de logements de la commune, en pleine expansion, un office public d'habitations à bon marché est créé par décret, à la demande de la Ville, le 9 mai 1926. Sa première réalisation est un ensemble de 6 bâtiments de 6 étages, l'actuelle résidence du Général-Leclerc, inauguré en 1933. En juillet 1964, quelques dizaines de familles gitanes s'installent sur les contreforts de la Redoute de la Boissière. Petit à petit, elles s'y sédentariseront et le campement deviendra plus important et moins précaire, engendrant parfois des relations un peu tendues avec le voisinage.
La Redoute est détruite en 1966 et son site réutilisé par des tours de logement.
En août 1971 débute la construction du centre commercial Rosny 2. « À l'époque de son inauguration, Rosny 2 fut considéré comme le premier centre commercial de l'Est parisien par rapport à son volume, son architecture, ainsi qu'à la présence conjuguée de 2 grands magasins que sont La Samaritaine et le B.H.V ».

## Politique et administration

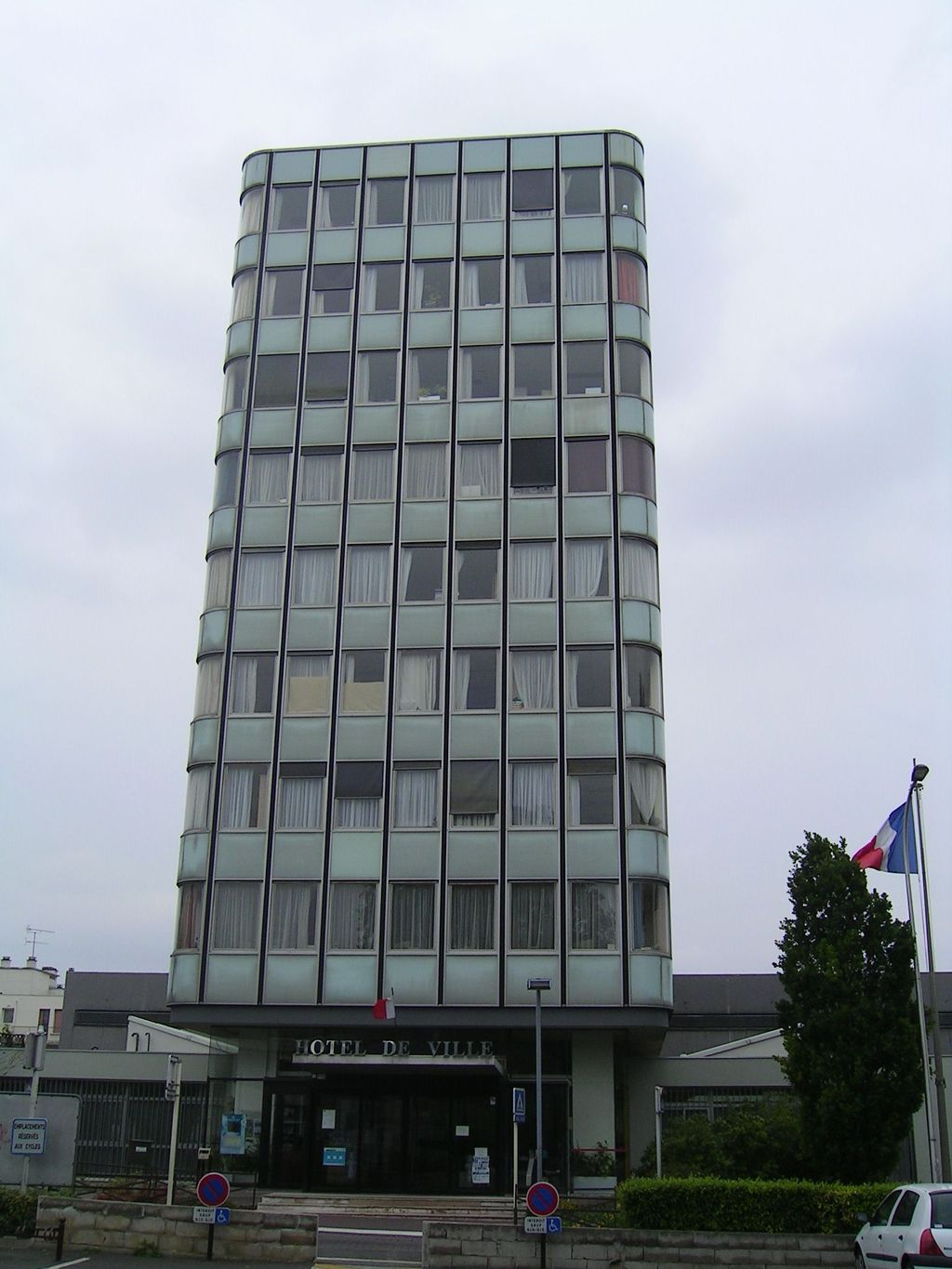
L'hôtel de ville.

### Rattachements administratifs et électoraux
Antérieurement à la loi du 10 juillet 1964, la commune faisait partie du département de la Seine. La réorganisation de la région parisienne en 1964 fit que la commune appartient désormais au département de la Seine-Saint-Denis après un transfert administratif effectif au 1er janvier 1968. Rattachée initialement à l'arrondissement de Bobigny, la commune est intégrée à l'arrondissement du Raincy par un arrêté du préfet d'Île-de-France du 30 décembre 2016
Pour l'élection des députés, la ville est rattachée depuis 1988 à la huitième circonscription de la Seine-Saint-Denis.
Elle faisait partie de 1793 à 1801 du canton de Montreuil, année où elle intègre le canton de Vincennes, puis, en 1893, le canton de Noisy-le-Sec du département de la Seine. Lors de la mise en place de la Seine-Saint-Denis, elle devient le chef-lieu du canton de Rosny-sous-Bois. Dans le cadre du redécoupage cantonal de 2014 en France, la commune est désormais rattachée au canton de Montreuil-1.

### Intercommunalité
Dans le cadre du développement du centre de l'agglomération parisienne comme pôle mondial est créée, le 1er janvier 2016, la métropole du Grand Paris (MGP), à laquelle la commune, qui n'était donc membre d'aucune intercommunalité à fiscalité propre, a été intégrée.
La commune a également été intégrée le 1er janvier 2016 à l'établissement public territorial Grand Paris - Grand Est dans le cadre de la loi portant nouvelle organisation territoriale de la République du 7 août 2015 (loi NOTRe) prévoyant la création d'établissements publics territoriaux (EPT), qui regroupent l'ensemble des communes de la métropole à l'exception de Paris, et assurent des fonctions de proximité en matière de politique de la ville, d'équipements culturels, socioculturels, socio-éducatifs et sportifs, d'eau et assainissement, de gestion des déchets ménagers et d'action sociale.

### Tendances politiques et résultats
Pour les échéances électorales de 2007, Rosny-sous-Bois fait partie des 82 communes de plus de 3 500 habitants ayant utilisé les machines à voter.
À la suite d'un contentieux à l'occasion des élections municipales de 2008, Philippe Vachieri, a été radié en 2010 de la liste électorale de Rosny-sous-Bois. En effet, saisi d'un recours en radiation par l'avocat Ivan Itzkovitch, conseiller municipal URAM, le juge d'instance a considéré que Monsieur Vachieri ne remplissait pas les conditions légales pour être inscrit sur les listes électorales de la ville. Le jugement a été annulé le 11 mars 2010 par la Cour de cassation, Philippe Vachieri a été réinscrit sur la liste électorale. Le jugement tel qu'il a été rédigé par le tribunal d'instance a été cassé pour des raisons de forme (inversement de la charge de la preuve). L'affaire est passée à nouveau en jugement devant le tribunal de Pantin. Le Tribunal d'instance de Pantin, par décision du 2 février 2011, rejette le recours devant le Tribunal de M. Itzkovitch demandant la radiation de M. Vachieri de la liste électorale pour l'année 2010.
Après les élections électorales de 2011, deux recours ont été déposés devant le tribunal administratif de Montreuil contre l'élection de Claude Capillon comme conseiller général pour dépassement des comptes de campagne. Les deux recours ont été rejetés sur le fond, le droit électoral n'ayant pas été enfreint, l'élection de Claude Capillon au Conseil Général a donc été validée.
Lors des élections municipales de 2014 dans la Seine-Saint-Denis, la liste UMP-UDI conduite par Claude Capillon a été élue au deuxième tour avec 49,43 % des suffrages exprimés, devant la liste d'union de la gauche et des écologistes conduite par Philippe Vachieri (30,40 %), la liste du Front national conduite par Daniel Bousselaire (10,49 %) et celle du MoDem conduite par Pierre-Olivier Carel (9,65 %). Vu le taux considérable d'abstention de 51,29% au premier et de 50,88% au deuxième tour le maire a été élu par 23% des inscrits au deuxième tour.
Lors des Élections départementales de 2015 dans la Seine-Saint-Denis, les électeurs rosnéens ont voté à 61,41 % pour les candidats Claude Capillon et Manon Laporte (UMP), devançant le binôme Frédéric Molossi & Magalie Thibault (38,59 % des suffrages exprimés), qui ont néanmoins remportés l'élection sur l'ensemble du canton de Montreuil-1.
Au second tour des élections municipales de 2020 dans la Seine-Saint-Denis, la liste LR diss. - DVD menée par Jean-Paul Fauconnet — qui bénéficiait de la fusion avec la liste MoDem - MRSL - PRG - NC du 1er tour menée par Pierre-Olivier Carel — a obtenu la majorité des suffrages exprimés, avec 2 600 voix (34,10 %, 29 conseillers municipaux élus dont 1 métropolitain), devançant de 46 voix celle LR - LREM - UDI - SL menée par le maire sortant Claude Capillon, qui a obtenu 2 554 voix (33,50 %, 7 conseillers municipaux).
Une troisième liste, PS - EÉLV - PCF - G·s, menée par Magalie Thibault suit avec 2 469 voix (32,38 %, 7 conseillers municipaux élus), lors d'un scrutin marqué par la pandémie de Covid-19 en France, où 66,46 % des électeurs se sont abstenus.

### Administration municipale
Le conseil municipal est composé de quarante-trois conseillers municipaux dont le maire et ses adjoints.

### Liste des maires
| Période                                  | Période                   | Identité                   | Étiquette          | Qualité |
| ---------------------------------------- | ------------------------- | -------------------------- | ------------------ | --- |
| Les données manquantes sont à compléter. |                           |                            |                    | |
| 1790                                     |                           | Jean-Jacques Bureau        |                    | |
| 1791                                     | 1792                      | Jean-Jacques Bureau        |                    | |
| 1792                                     | 1793                      | Louis-Pierre Pillier       |                    | |
| 1793                                     | 1795                      | Louis-Pierre Pillier       |                    | |
| 1795                                     | 1799                      | Memmie Lenain              |                    | |
| 1799                                     | 1806                      | Ferdinand de Crécy         |                    | |
| 1815                                     | 1833                      | Edme de Nanteuil           |                    | |
| 1833                                     | 1841                      | Jean Bonnet-Cibie          |                    | |
| 1842                                     | 1843                      | Pierre, Alexandre Epaulard |                    | |
| 1843                                     | 1852                      | Marie Victor Valleray      |                    | |
| 1852                                     | 1859                      | Pierre Gardebled           |                    | |
| 1859                                     | 1862                      | Pierre Lebarbier de Tinan  |                    | |
| 1862                                     | 1871                      | Adolphe, Henri Ancelin     |                    | |
| 1871                                     | 1888                      | Paul Cavare                |                    | |
| 1888                                     | 1888                      | Louis Grandin              |                    | |
| 1888                                     | 1896                      | Paul Cavare                |                    | |
| 1896                                     | 1900                      | Jean-Pierre Estieu         |                    | |
| 1900                                     | 1908                      | Denis, Jean Descroix       |                    | |
| 1908                                     | 1918                      | Emile Auxerre              |                    | |
| 1918                                     | 1920                      | Léon Morguet               |                    | |
| 1920                                     | 1925                      | Léon Morguet               |                    | |
| mai 1925                                 | mai 1929                  | Joseph Zipper              | SFIO               | Employé de commerce |
| mai 1929                                 | mai 1935                  | Auguste Maublanc           | SFIO puis Soc.ind. | Inspecteur d'assurances |
| mai 1935                                 | février 1940              | Charles Gebel              |                    | Décédé en fonction |
| février 1940                             | 1944                      | Henri Peltier              |                    | ancien adjoint de Ch. Gebel, nommé par le Gouvernement de Vichy |
| 1944                                     | mai 1945                  | Charles Durand             | Socialiste         | Membre du mouvement de résistance Front national, Faisant fonction de maire |
| mai 1945                                 | 1947                      | Guinet                     | PCF                | |
| 1947                                     | 1950                      | Philibert Hoffmann,        |                    | Chef de bureau à la SNCF, résistant |
| 1950                                     | 1953                      | Louis Goustille            |                    | Directeur d'école |
| 1953                                     | 1964                      | Philibert Hoffmann,        | UNR                | Décédé en fonction |
| mai 1964                                 | juillet 1968              | Gabriel Marie Seyer        | UNR-UDT            | Médecin Décédé en fonction |
| 1968                                     | 1971                      | Georges Abegg              | UDR                | |
| mars 1971                                | 1983                      | Roger Daviet               | PCF                | Ajusteur Conseiller général de Rosny-sous-Bois (1967 → 1985) |
| mars 1983                                | 23 mai 2010               | Claude Pernès              | UDF, puis NC       | ingénieur en marketing Conseiller régional d'Île-de-France (2004 → 2010) Conseiller général de Rosny-sous-Bois (1985 → 2004), Président de l'Association des maires de l'Île-de-France, vice-président de l'AMF Décédé en fonction |
| juin 2010                                | juillet 2020              | Claude Capillon            | LR                 | Directeur commercial Conseiller général de Rosny-sous-Bois (2004 → 2015) Vice-président (2016 → 2019) puis président (2019 → 2020) de l'EPT Grand Paris - Grand Est                                                                |
| juillet 2020,                            | En cours (au 6 mars 2021) | Jean-Paul Fauconnet        | LR                 | Cadre associatif |

### Distinctions et labels

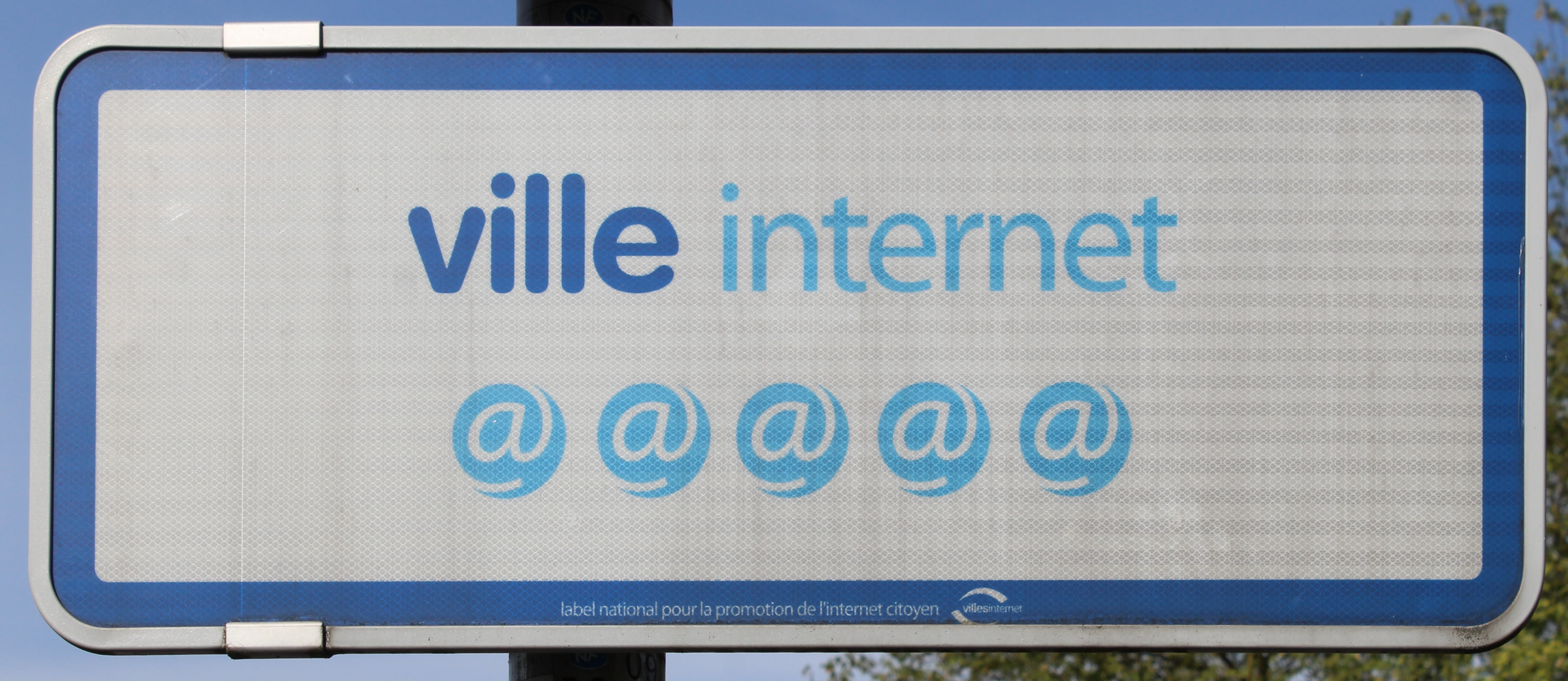
Panneau Ville Internet.

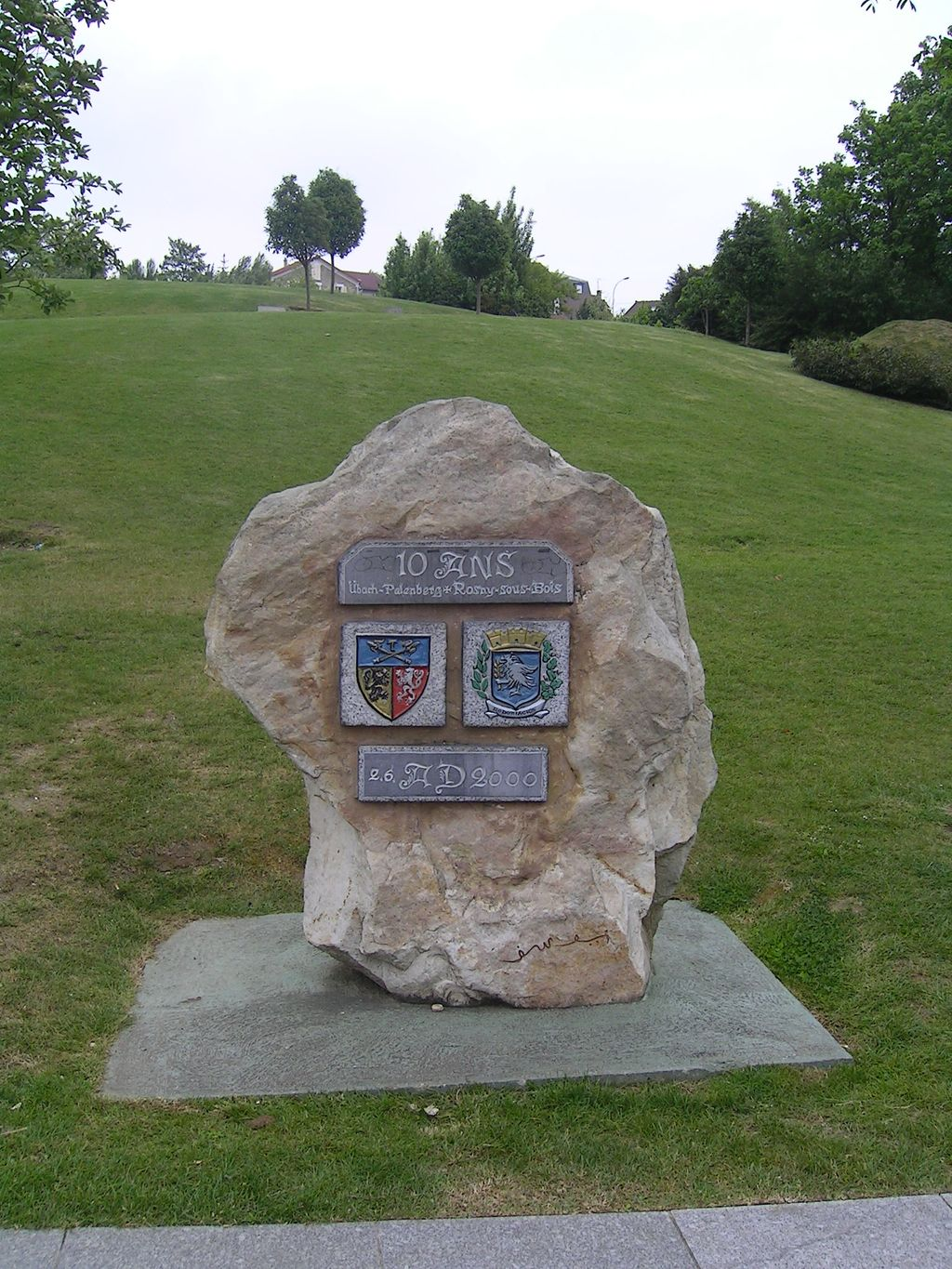
Stèle aux 10 ans du jumelage avec Übach-Palenberg.

Entre 2010 et 2014, la commune de Rosny-sous-Bois avait été récompensée par le label « Ville Internet @@@@@ ». Après 2014, la ville n'a plus participé au concours.
Après avoir reçu une 1re fleur en 1998, puis une 2e en 1999, la ville a vu ses efforts de fleurissement reconnus par l'attribution d'une 3e fleur lors du concours des villes et villages fleuris de 2003. Cette distinction a été maintenue en 2019.
En 2023, selon le classement du Journal du Dimanche, la ville est classée première ville où il fait bon vivre en Seine-Saint-Denis.

### Jumelages
- Übach-Palenberg (Allemagne) (1990)
- Yanzhou (Chine) (2006)
- Cotonou (Bénin) (2006)

## Population et société

### Démographie
L'évolution du nombre d'habitants est connue à travers les recensements de la population effectués dans la commune depuis 1793. Pour les communes de plus de 10 000 habitants les recensements ont lieu chaque année à la suite d'une enquête par sondage auprès d'un échantillon d'adresses représentant 8 % de leurs logements, contrairement aux autres communes qui ont un recensement réel tous les cinq ans,.

En 2022, la commune comptait 45 947 habitants, en évolution de +1,18 % par rapport à 2016 (Seine-Saint-Denis : +4,67 %, France hors Mayotte : +2,11 %).
| 1793 | 1800 | 1806 | 1821 | 1831 | 1836 | 1841  | 1846  | 1851  |
| ---- | ---- | ---- | ---- | ---- | ---- | ----- | ----- | ----- |
| 693  | 936  | 780  | 822  | 895  | 948  | 1 075 | 1 004 | 1 014 |

| 1856  | 1861  | 1866  | 1872  | 1876  | 1881  | 1886  | 1891  | 1896  |
| ----- | ----- | ----- | ----- | ----- | ----- | ----- | ----- | ----- |
| 1 018 | 2 156 | 1 605 | 1 684 | 1 924 | 1 745 | 2 400 | 2 603 | 3 245 |

| 1901  | 1906  | 1911  | 1921  | 1926   | 1931   | 1936   | 1946   | 1954   |
| ----- | ----- | ----- | ----- | ------ | ------ | ------ | ------ | ------ |
| 4 329 | 5 837 | 6 933 | 8 061 | 10 856 | 14 477 | 14 691 | 14 270 | 16 491 |

| 1962   | 1968   | 1975   | 1982   | 1990   | 1999   | 2006   | 2011   | 2016   |
| ------ | ------ | ------ | ------ | ------ | ------ | ------ | ------ | ------ |
| 21 001 | 30 705 | 35 784 | 36 970 | 37 489 | 39 105 | 41 174 | 41 254 | 45 411 |

| 2021   | 2022   | - | - | - | - | - | - | - |
| ------ | ------ | - | - | - | - | - | - | - |
| 45 655 | 45 947 | - | - | - | - | - | - | - |

### Enseignement
L'enseignement public de Rosny-sous-Bois dépend du Rectorat de Créteil et de l'Inspection départementale de l’Éducation nationale (6e circonscription) rue de La Boissière. La ville accueille 9 écoles (maternelle et primaire), 3 collèges et 2 lycées, ainsi qu’une école de la deuxième chance[Quand ?]. 
La ville accueille également l’École nationale des Arts du cirque de Rosny-sous-Bois, créée en 1983, et son chapiteau.

### Culture
Le centre-ville accueille un nouveau cinéma qui fait également office de théâtre : l'espace Georges Simenon, en plus du cinéma UGC Rosny-Sous-Bois au centre commercial Rosny 2.
Elle dispose également de la Fabrique artistique et numérique, qui forme les rosnéens aux pratiques artistiques, informatiques, robotiques…

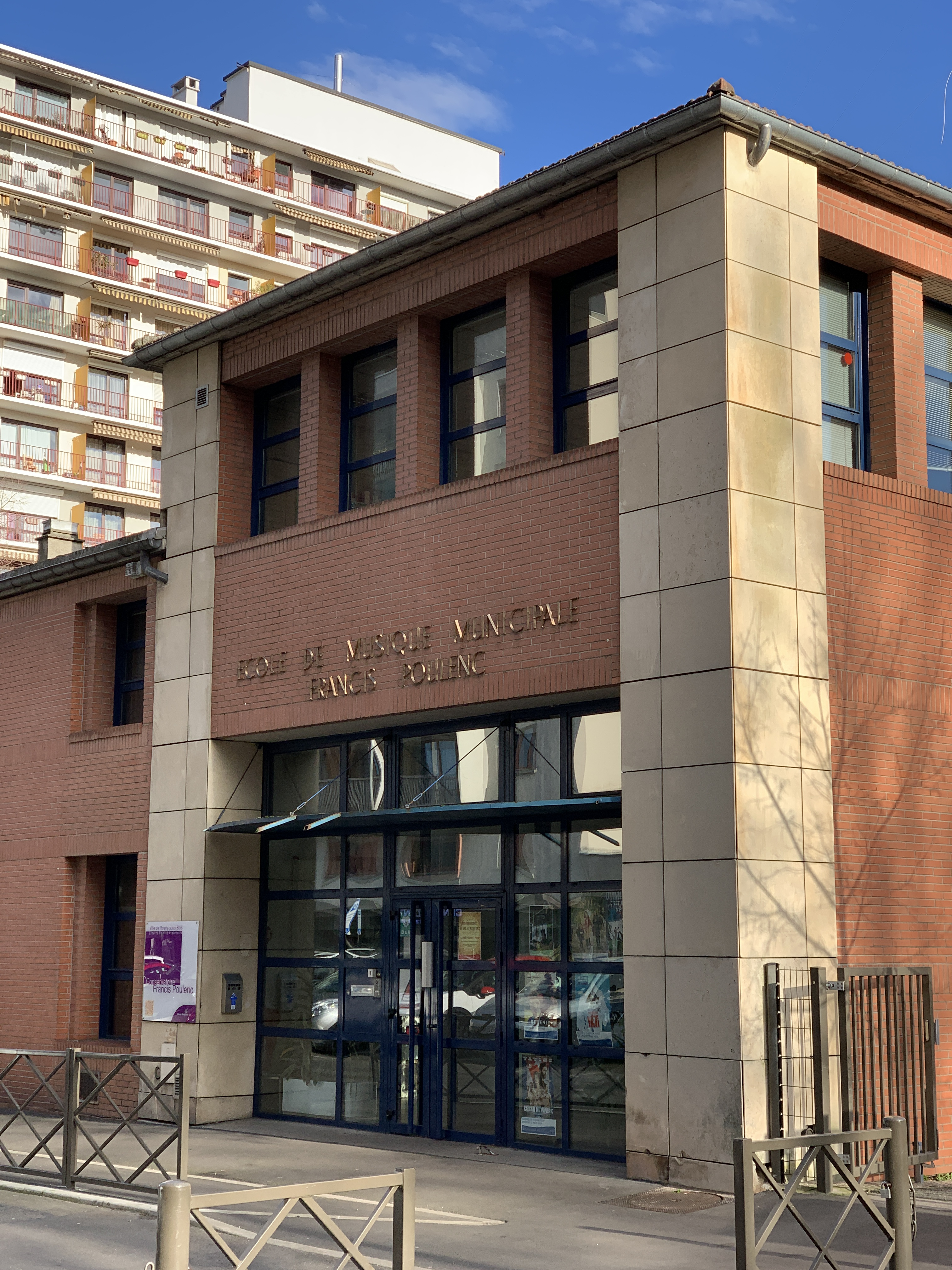
Le conservatoire de musique.
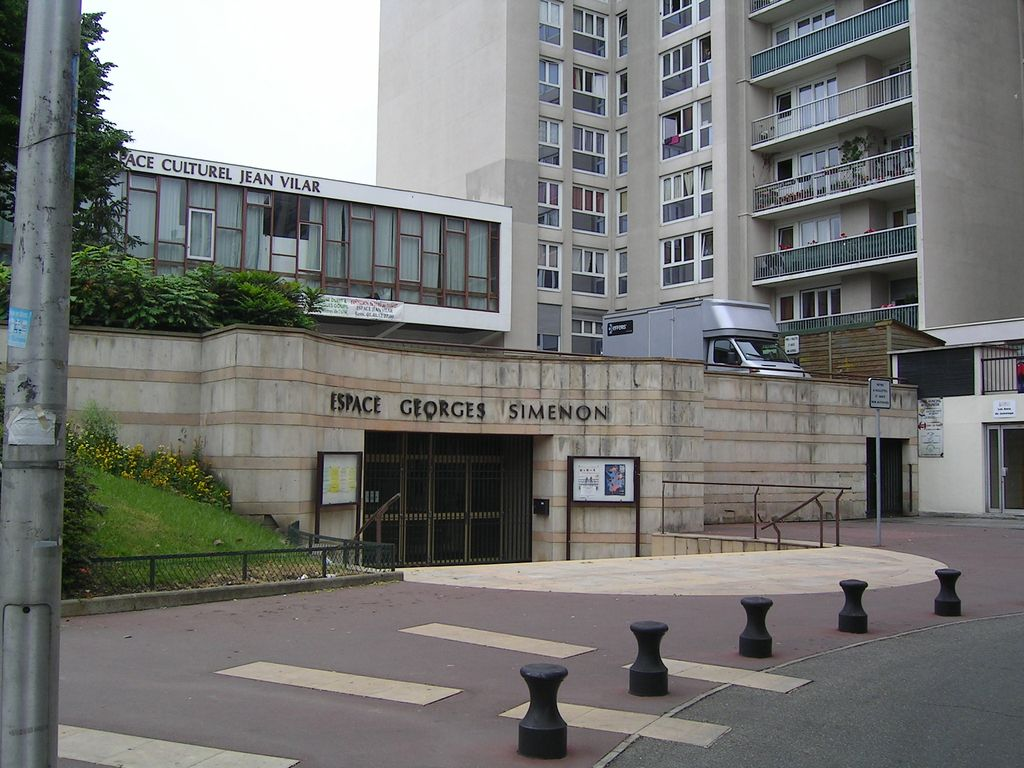
L'espace culturel Jean-Vilar et l'espace Georges-Simenon.

### Santé
La commune abrite un centre médico-social municipal Paul-Schmierer, regroupant cinq médecins généralistes et dix-huit médecins spécialisés[réf. nécessaire].
Construite à la fin des années 1960, la clinique Hoffmann ferme en 2016 malgré le manque de médecins.

### Sports

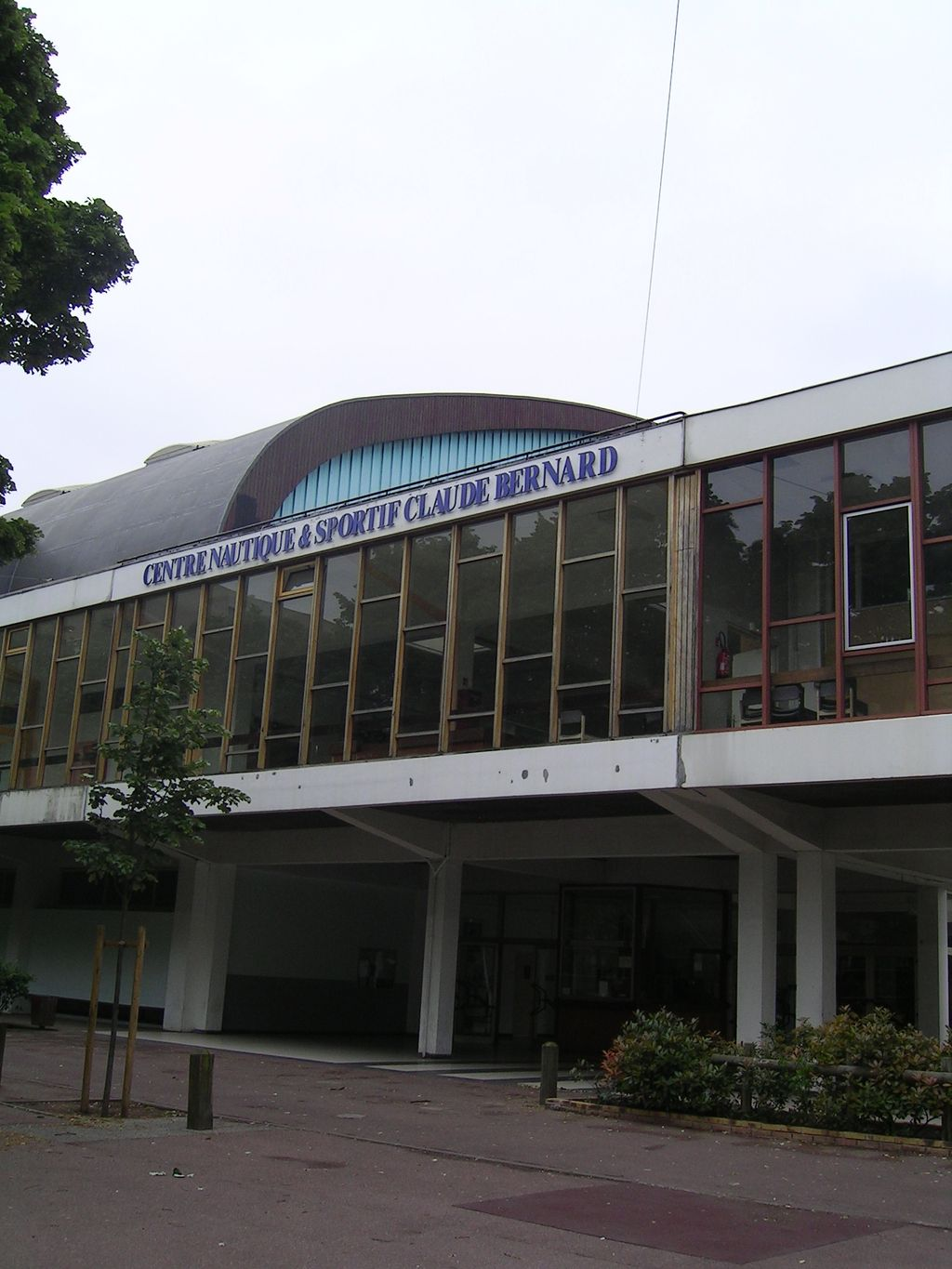
Le centre nautique et sportif Claude-Bernard.

### Cultes
- Culte catholique :
  - église Sainte-Geneviève, rue du Général-Gallieni ;
  - église Saint-Laurent, rue du Général-Leclerc ;
  - église Notre-Dame-de-la-Visitation, rue Jean-Mermoz ;
- Culte musulman : mosquée rue Conrad-Adenauer, et plusieurs salles de prière ;
- Culte israélite : la synagogue, rue Lavoisier ;
- Culte protestant : église évangélique baptiste de Rosny, rue Eugène-Sue, CFIFA (Communauté des Fils et Filles d’Alliance) & MEAC (Ministère évangélique d'actions chrétiennes), Boulevard d'Alsace-Lorraine

## Économie

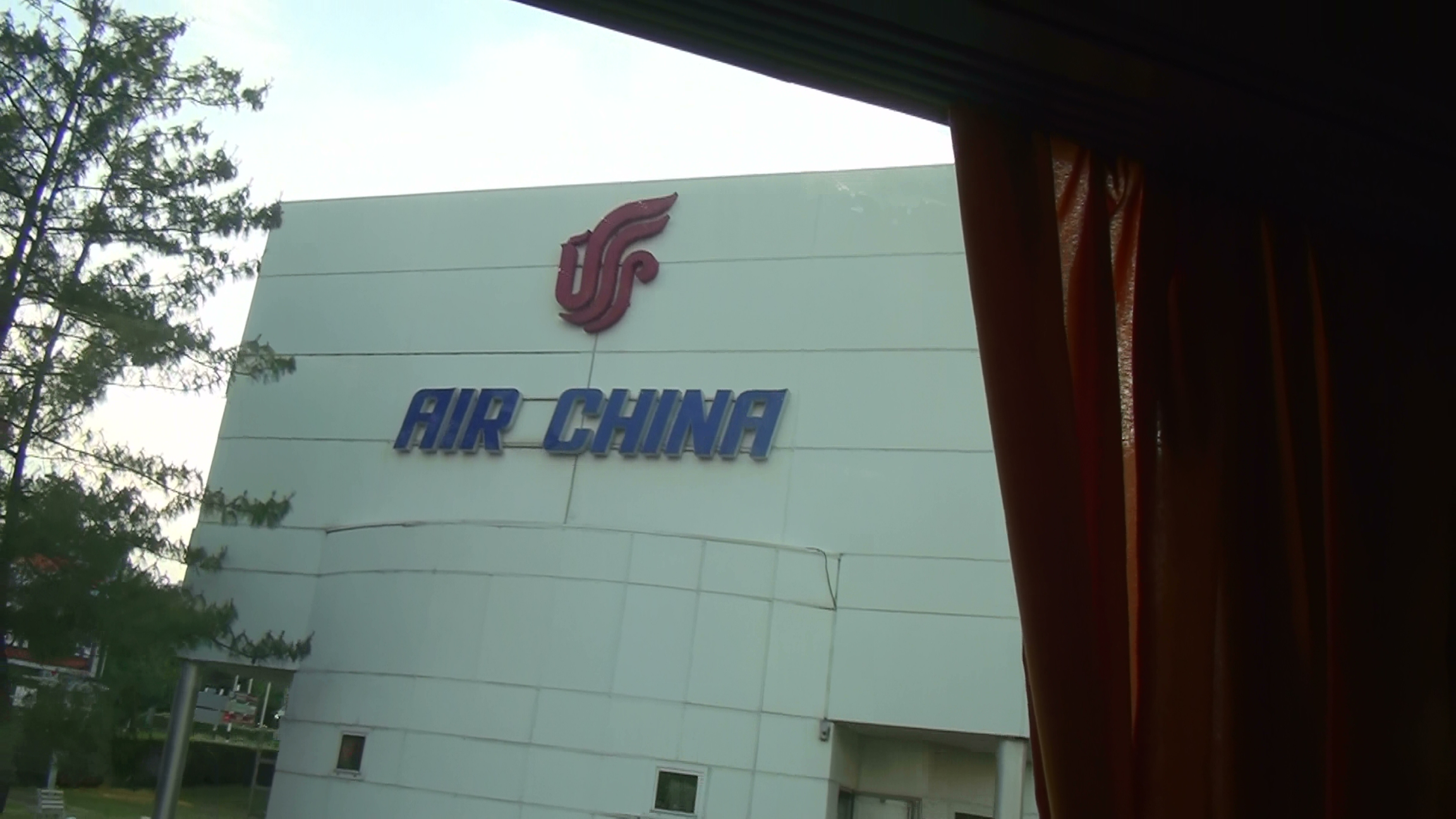
Le siège d'Air China en 2011.

Selon l'Insee, au recensement de 2017, la commune comptait 14559 emplois.
Pôle d'emplois tertiaires, la ville de Rosny-sous-Bois est aussi le siège du centre technique de la Gendarmerie Nationale[réf. nécessaire]. Il accueillait les laboratoires de l'IRCGN, l'institut de recherche criminelle de la gendarmerie, avant leur déménagement à Pontoise en 2005, ainsi que le centre national d'information routière (Bison Futé) avant sa clôture[réf. nécessaire].
En 2007, les principaux employeurs sont, selon la CCIP :
- Commune de Rosny-sous-Bois – 1 050 emplois – services publics
- Carrefour – 650 emplois – grande distribution
- Leroy Merlin – 250 emplois – grande distribution bricolage
- Caisse nationale d'Assurances vieillesse – 250 emplois – services publics
- Laboratoires Coloplast – 250 emplois – services privés

### Revenu de la population et fiscalité
En 2018, le revenu fiscal médian par foyer était de 24 371 €. Ce chiffre est supérieur à la moyenne départementale (21 463 €).
En 2017, le taux de chômage de la commune atteint 10,6 %. Il est nettement inférieur à la moyenne départementale qui, elle, s’élève à 18,4 %.

### Commerces et centres commerciaux
En plus des nombreux commerces du centre-ville et des commerces de proximité au sein des différents quartiers, la ville accueille depuis les années 1970 le plus grand centre commercial du département de Seine-Saint-Denis, le centre commercial Westfield Rosny 2. Un projet d'extension du centre prévoit une augmentation de 50 pour cent de la surface commerciale. Ce projet est contesté par une association écologiste pour ses possibles conséquences environnementales.
Depuis 2006, un nouveau centre commercial, le centre commercial Domus, a été ouvert à Rosny. Il fait partie des plus grands centres commerciaux d'Europe consacrés à l'équipement de la maison.[réf. nécessaire]

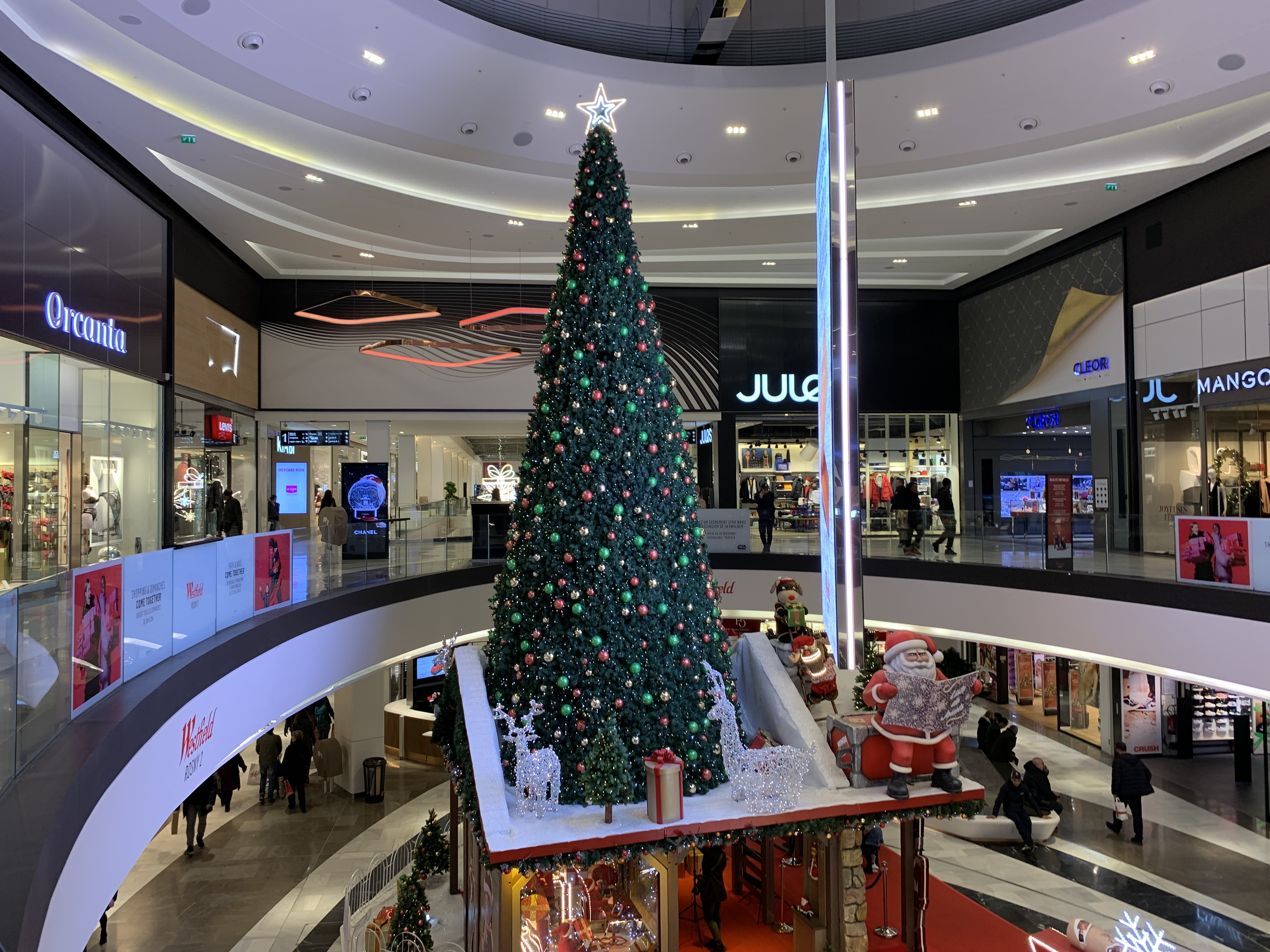
Rosny 2
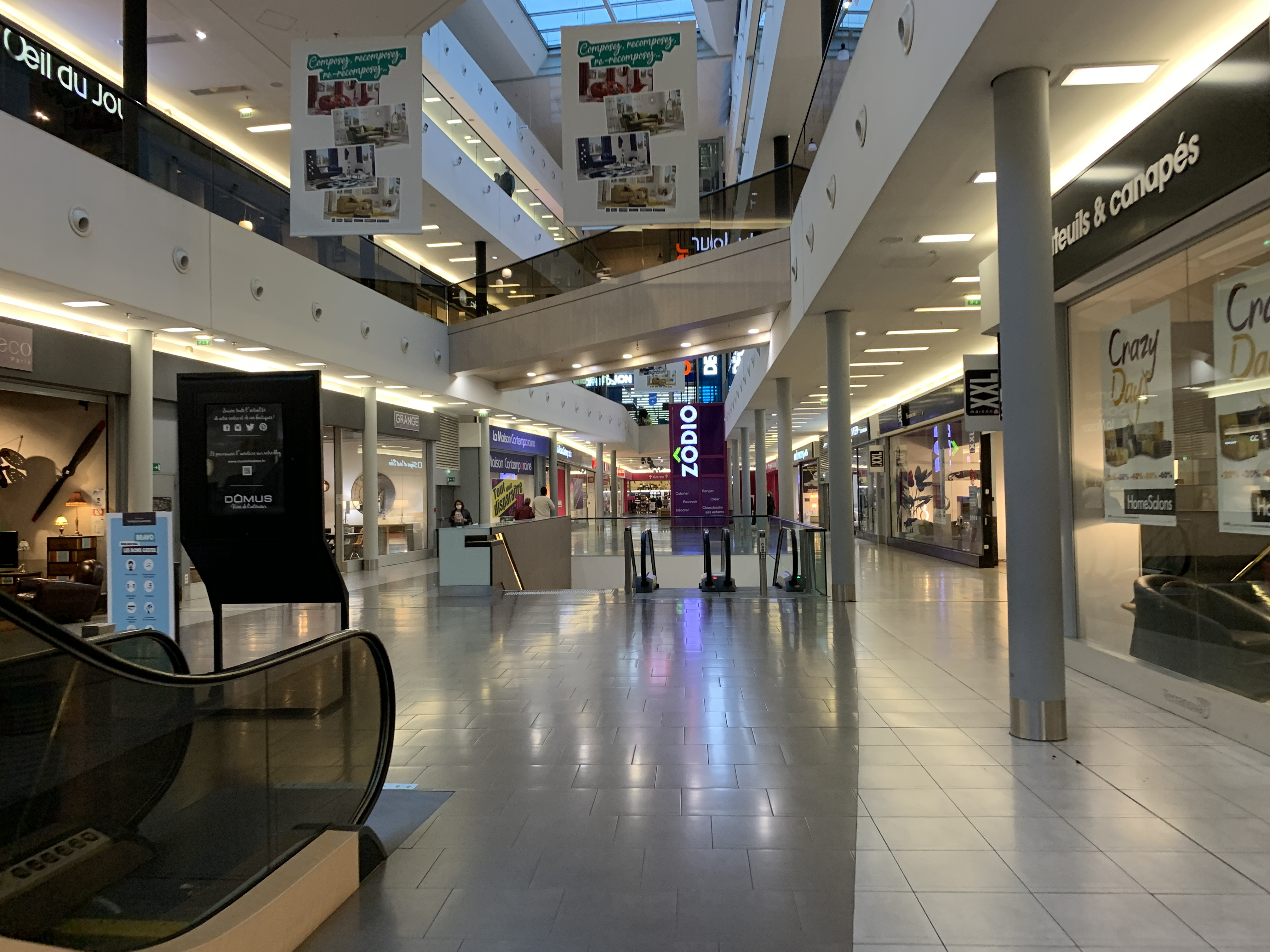
Domus

## Culture locale et patrimoine

### Lieux et monuments

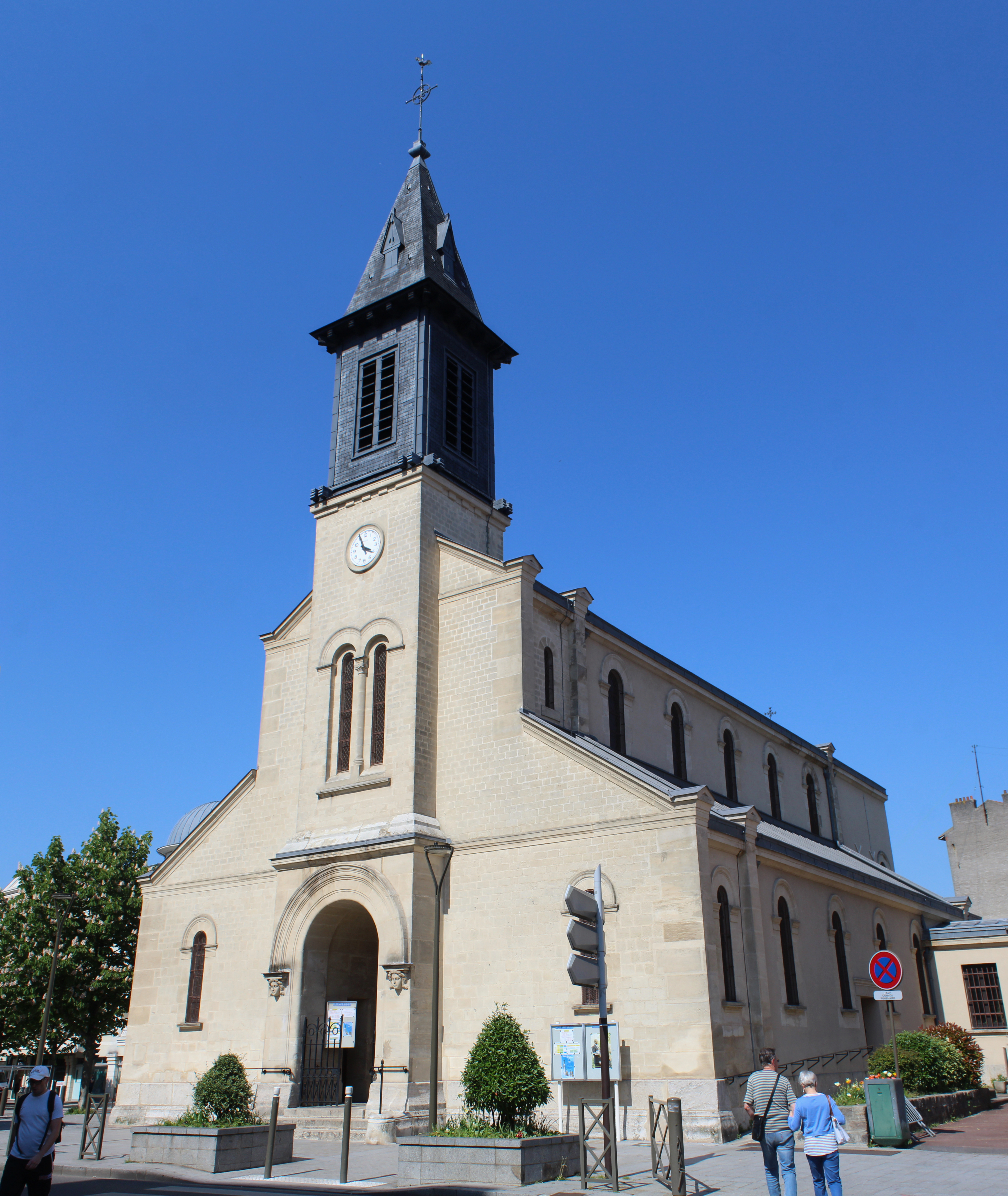
Église Sainte-Geneviève.

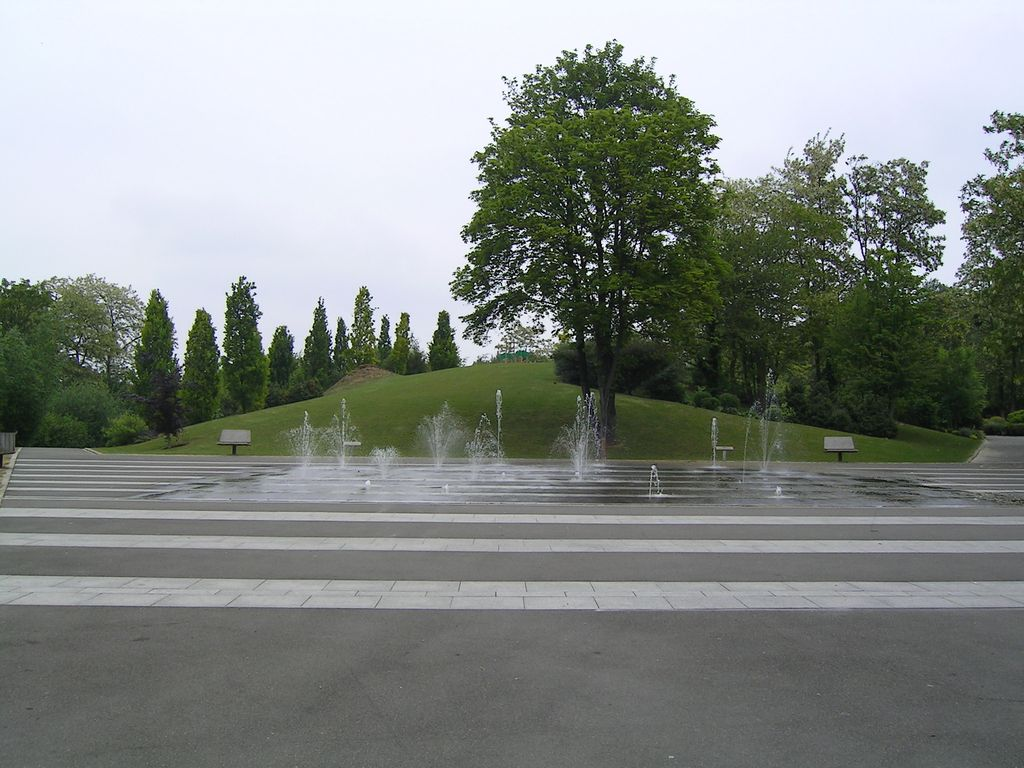
Le parc Decésari, lieu de détente des Rosnéens.

- Le fort de Rosny, qui a abrité entre 1901 et 1920 le 4e régiment de zouaves, a été construit entre 1840 et 1846 afin d'assurer la défense de Paris.
- le Musée Régional du Chemin de Fer de Rosny-sous-Bois (Rosny-Rail)[60],[61].

- Le musée communal Louis-Émile-Auxerre (l’Histoire de Rosny), 7 rue Saint-Claude, abrité dans une belle maison bourgeoise en meulière du début du XXe siècle[62]
- L’église Sainte-Geneviève édifiée par Claude Naissant en 1857-1860, édifiée sur les ruines d'une église du XIIIe siècle démolie en 1857[Note 9], avec des vitraux dans le chœur et les chapelles latérales dessinés par Lusson en 1859 et une charpente décorative. Une châsse renfermant des reliques de sainte Geneviève y est honorée.
- L’église Saint-Laurent construite en 1930 par Albert Chauvel, avec un fronton de pierres meulières et de briques.
- La chapelle Notre-Dame-de-la-Visitation construite en 1969 par Jean de Mailly en béton, à l'instar de l'église Notre-Dame du Raincy.
- La statue Le Cep, square Richard-Gardebled, créée vers 1930 par Raymond Couvègnes. Cette œuvre, constituée d'un nu féminin ayant un cep à sa main gauche, rappelle le passé viticole de la commune, remplacé, dès le XIXe siècle, par de l'arboriculture. 
En mars 2000, 1100 pieds de sauvignon et de chardonnay ont été replantés dans le parc Decésari à l’emplacement même des vignes d’autrefois. En 2019, près de 1 000 litres de vin ont été mis en bouteilles.
- Le cinéma Le Trianon, antérieur à 1914, a été démoli en 2009 pour laisser place à un nouveau projet immobilier.
- La gare, datant de 1910.
- Le golf municipal de la ville.
- Le parc Jean-Decésari, parc communal situé en face de l'hôtel de ville. Le parc a été aménagé au pied de la colline du Plateau d'Avron, qui permet, au belvédère du parc, d'admirer la ville de Rosny-sous-Bois ainsi que ses alentours. Le parc est un lieu de détente, de pique-nique, et est équipé d'un skatepark, d'une aire de détente pour les chiens, de mini-fontaines et d'aires de jeux pour les enfants. Le parc connaît une assez bonne affluence lors des week-ends ensoleillés et pendant les vacances scolaires[63].
- Le cimetière communal de Rosny-sous-Bois et l'ancien cimetière de Rosny-sous-Bois.

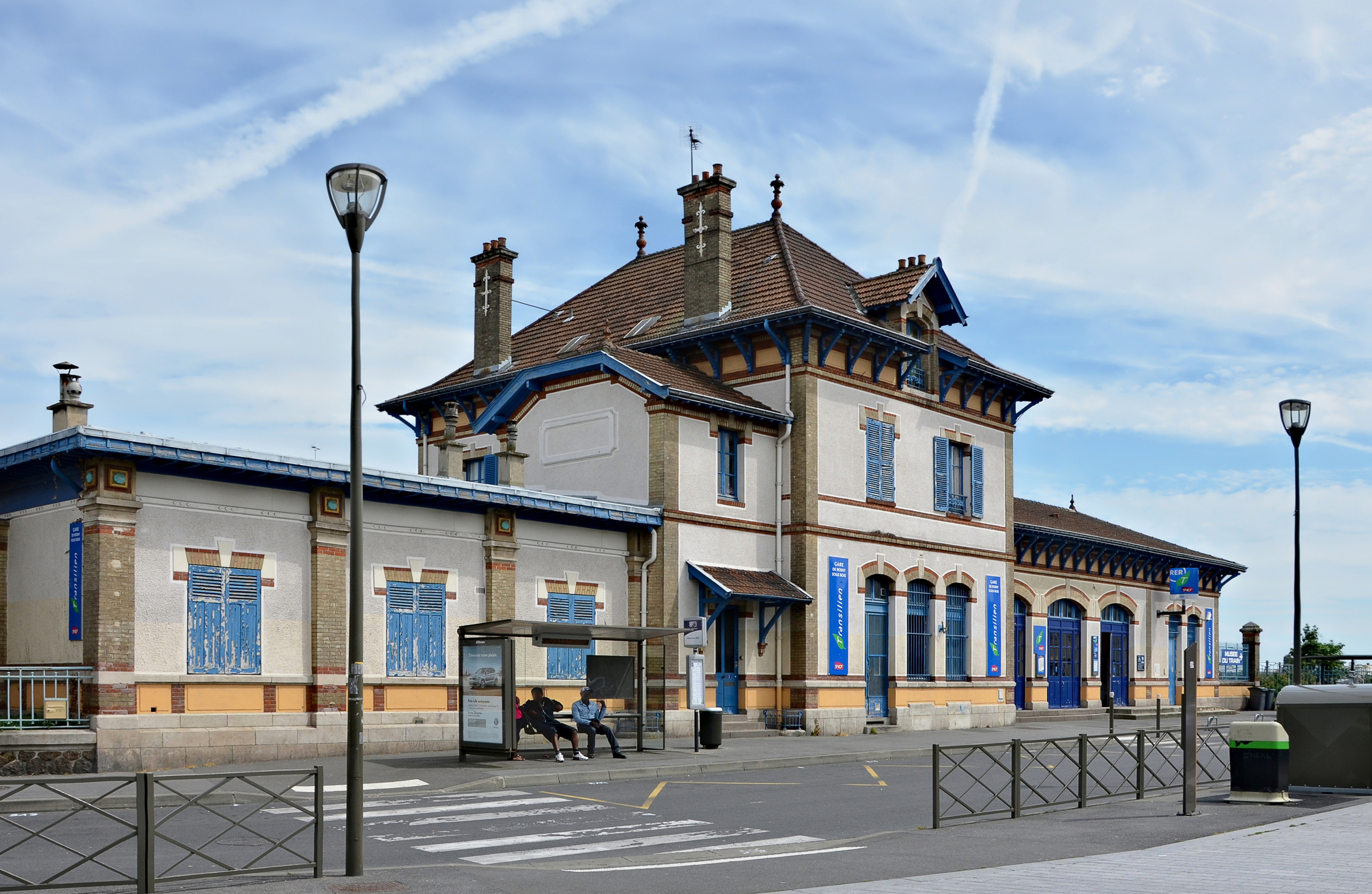
La gare.
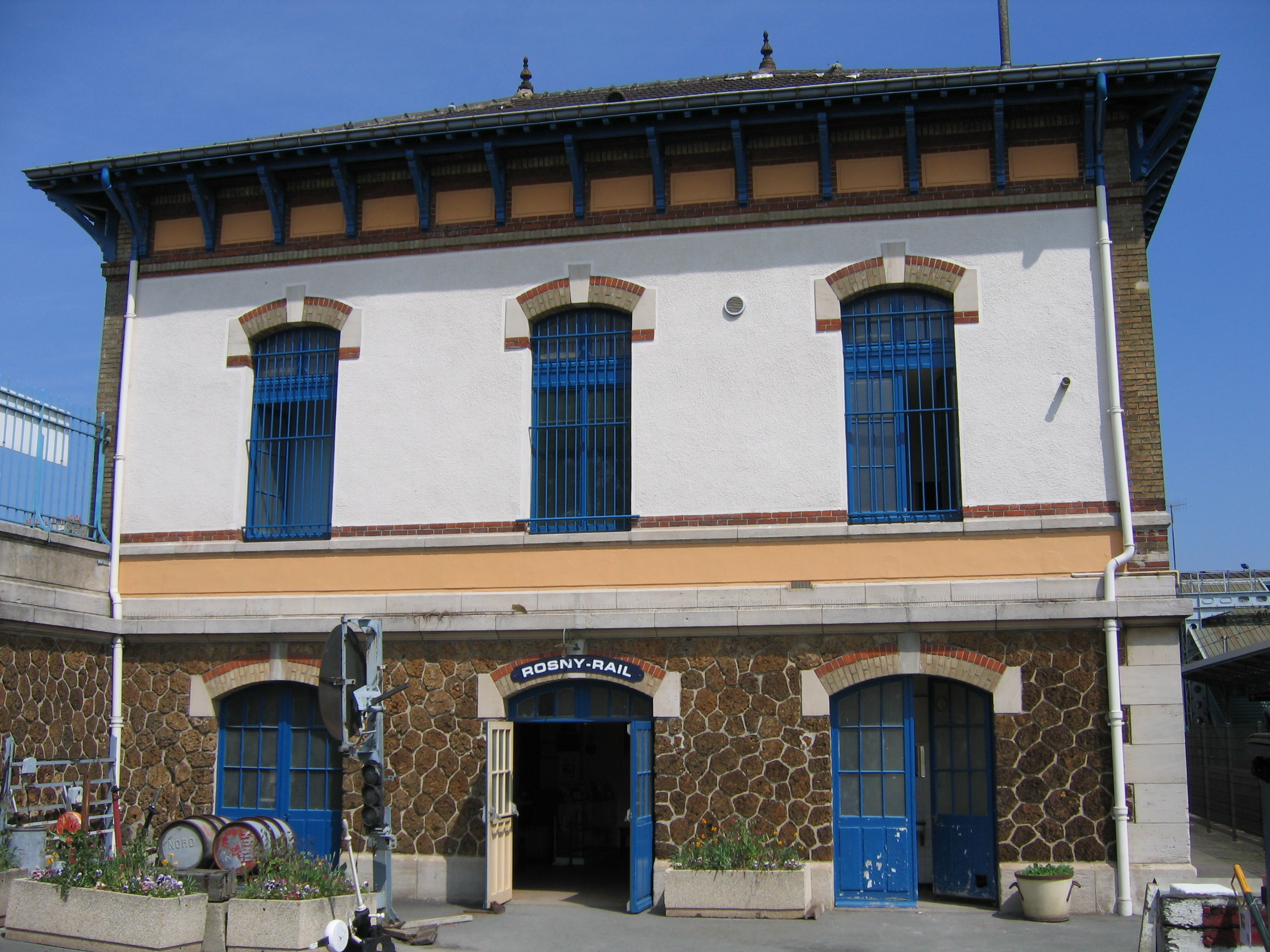
L'entrée de Rosny-Rail
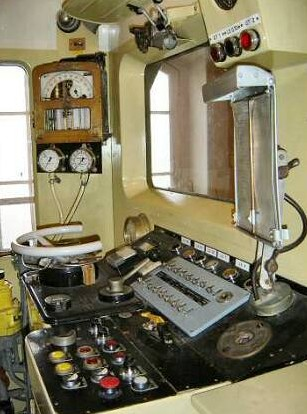
Rosny-Rail : cabine de locomotive

### Mémoriaux

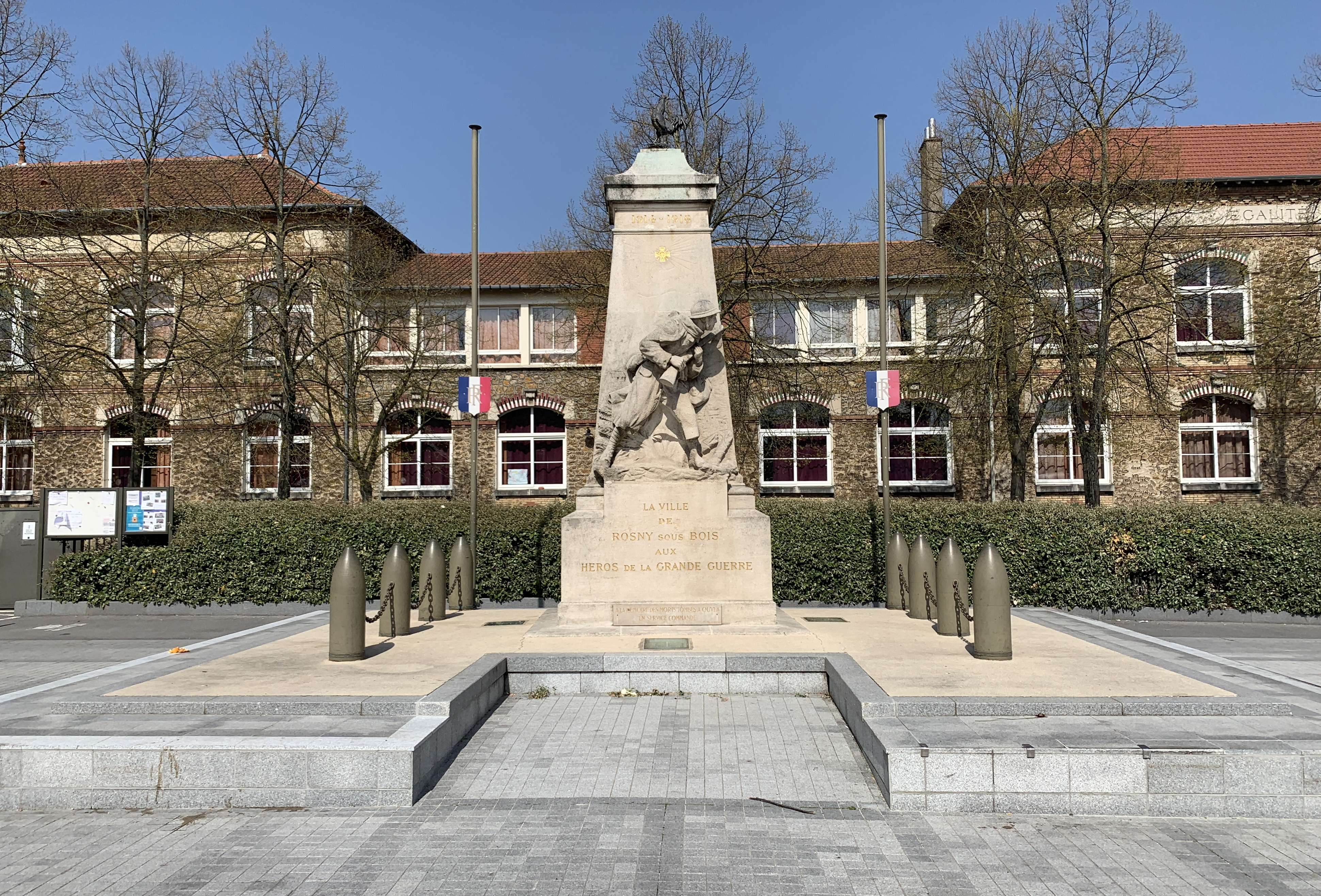
Le monument aux morts, place des Martyrs.
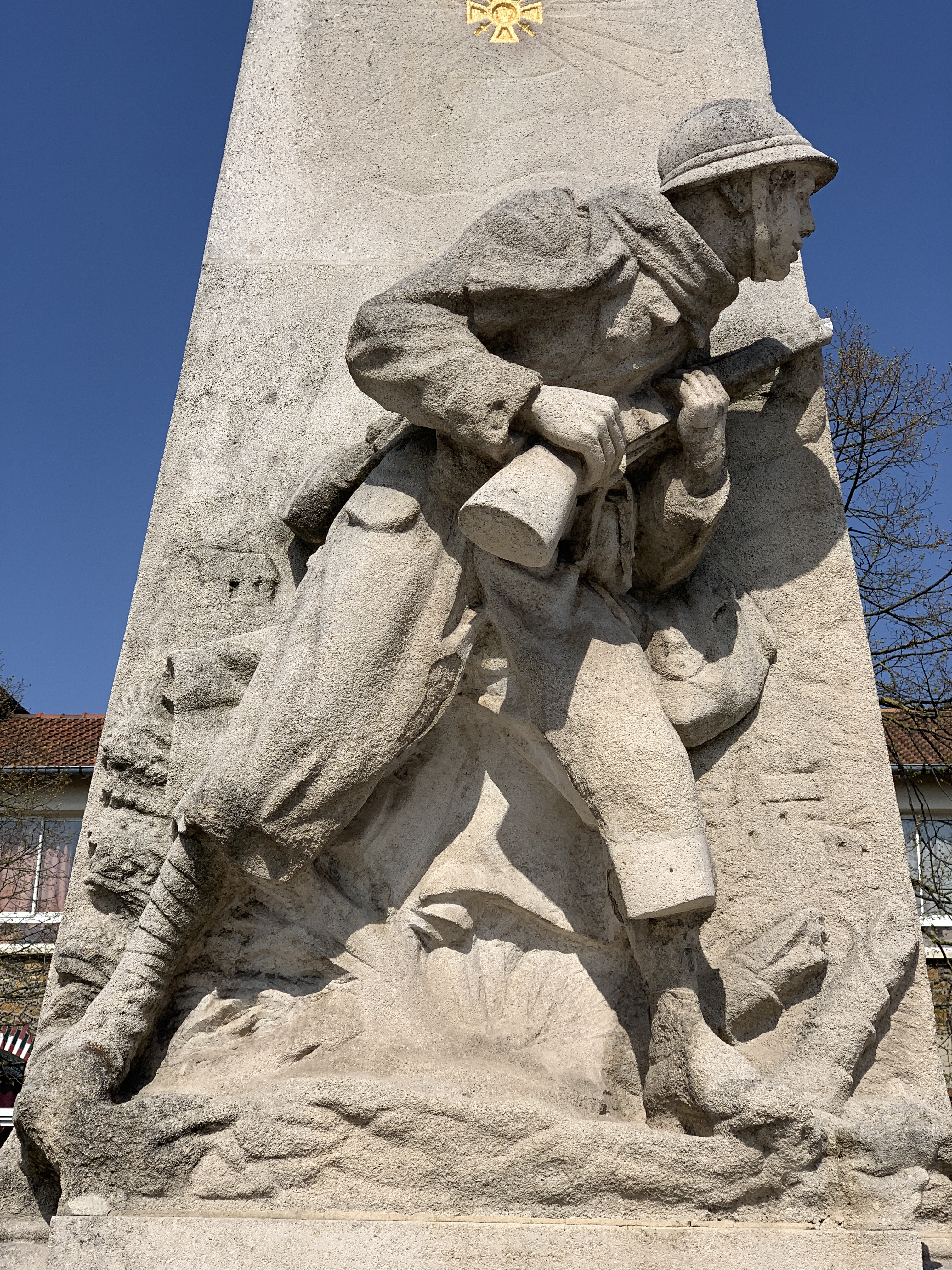
Détail du monument aux morts
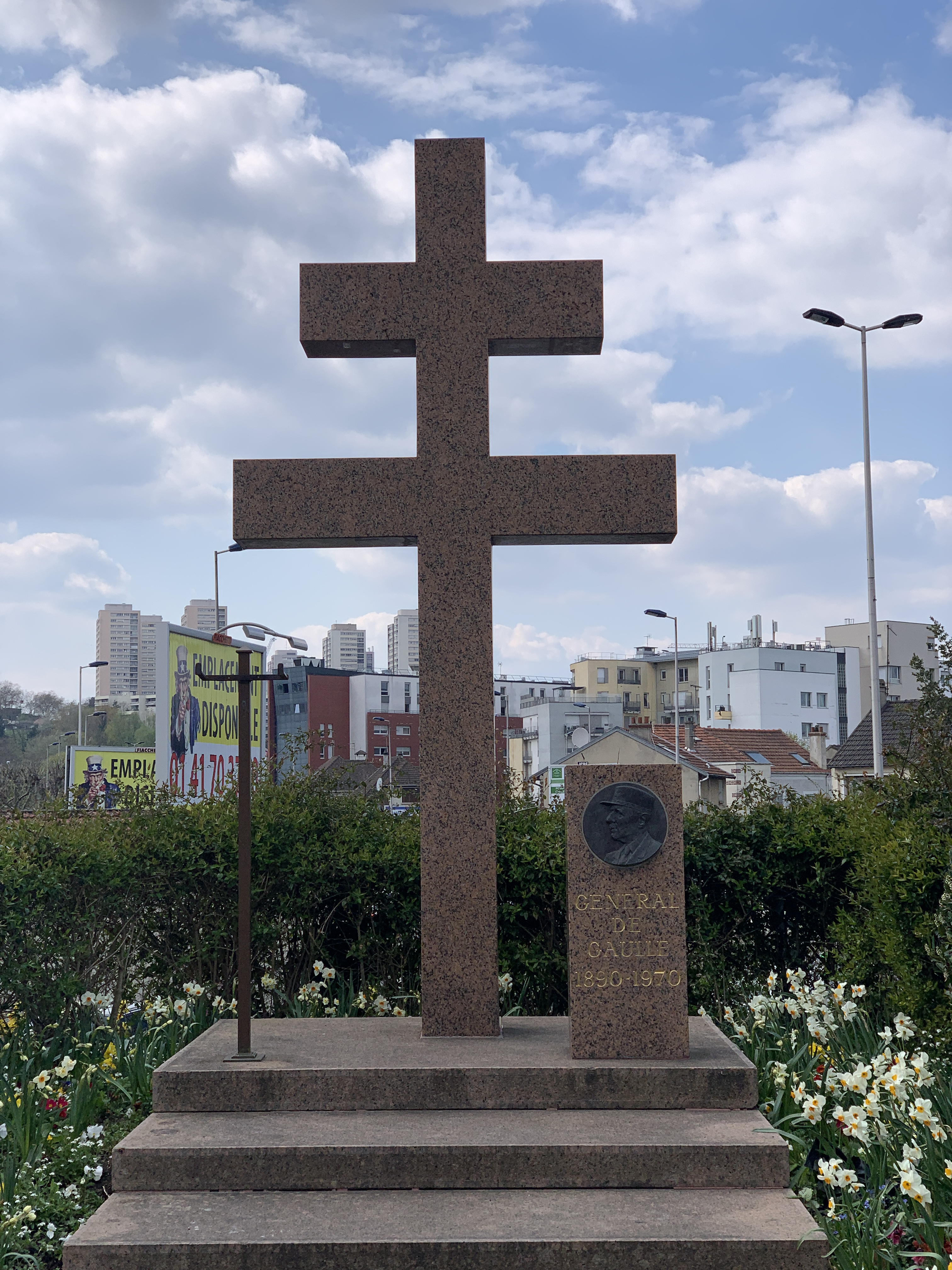
Monument au Général de Gaulle, rue de Verdun
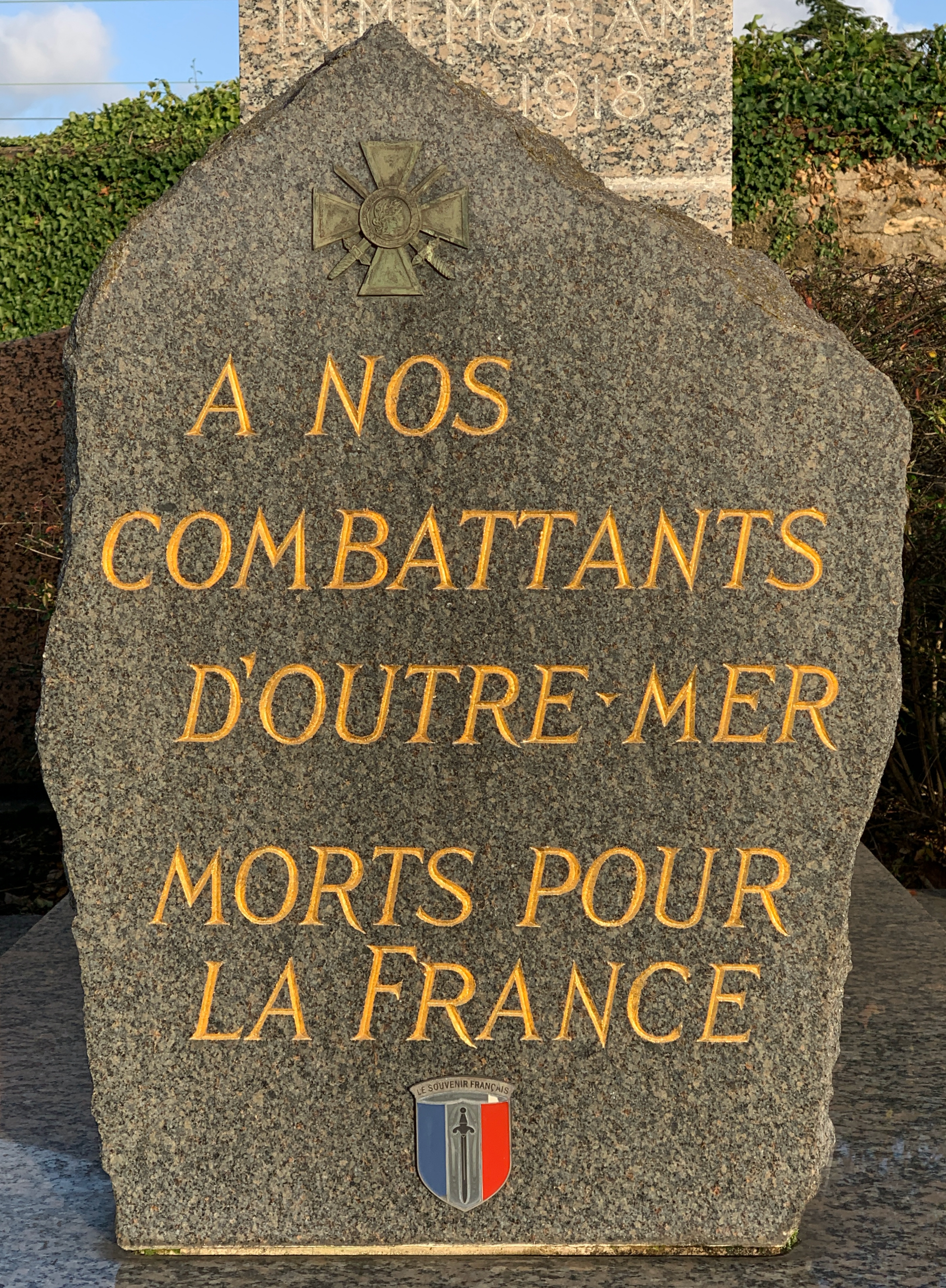
Stèle aux combattants d'Outre-Mer, au carré militaire du cimetière Ancien
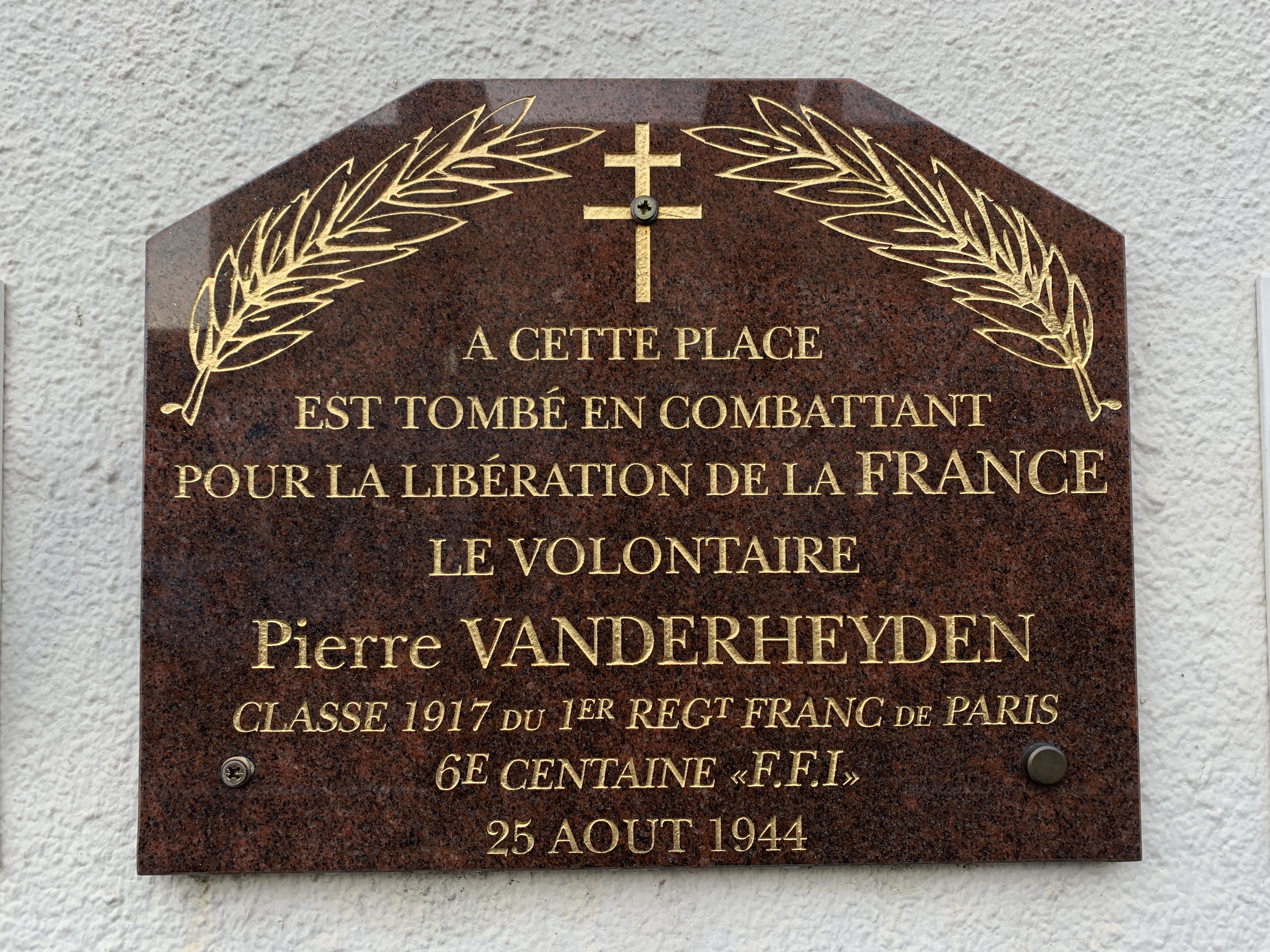
Stèle au résistant Pierre Vanderheyden
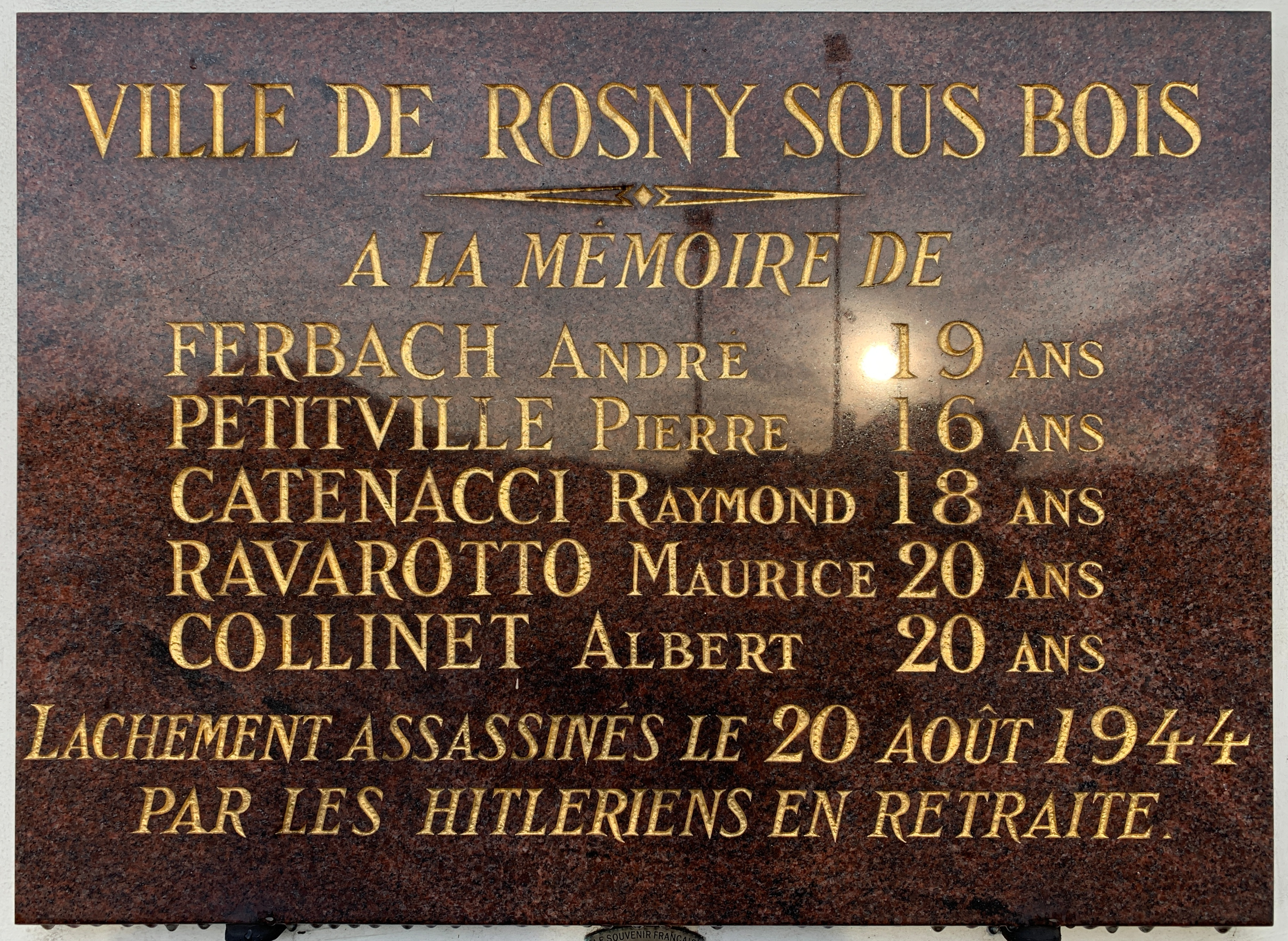
Plaque aux Assassinés du 20 août 1944

### Personnalités liées à la commune

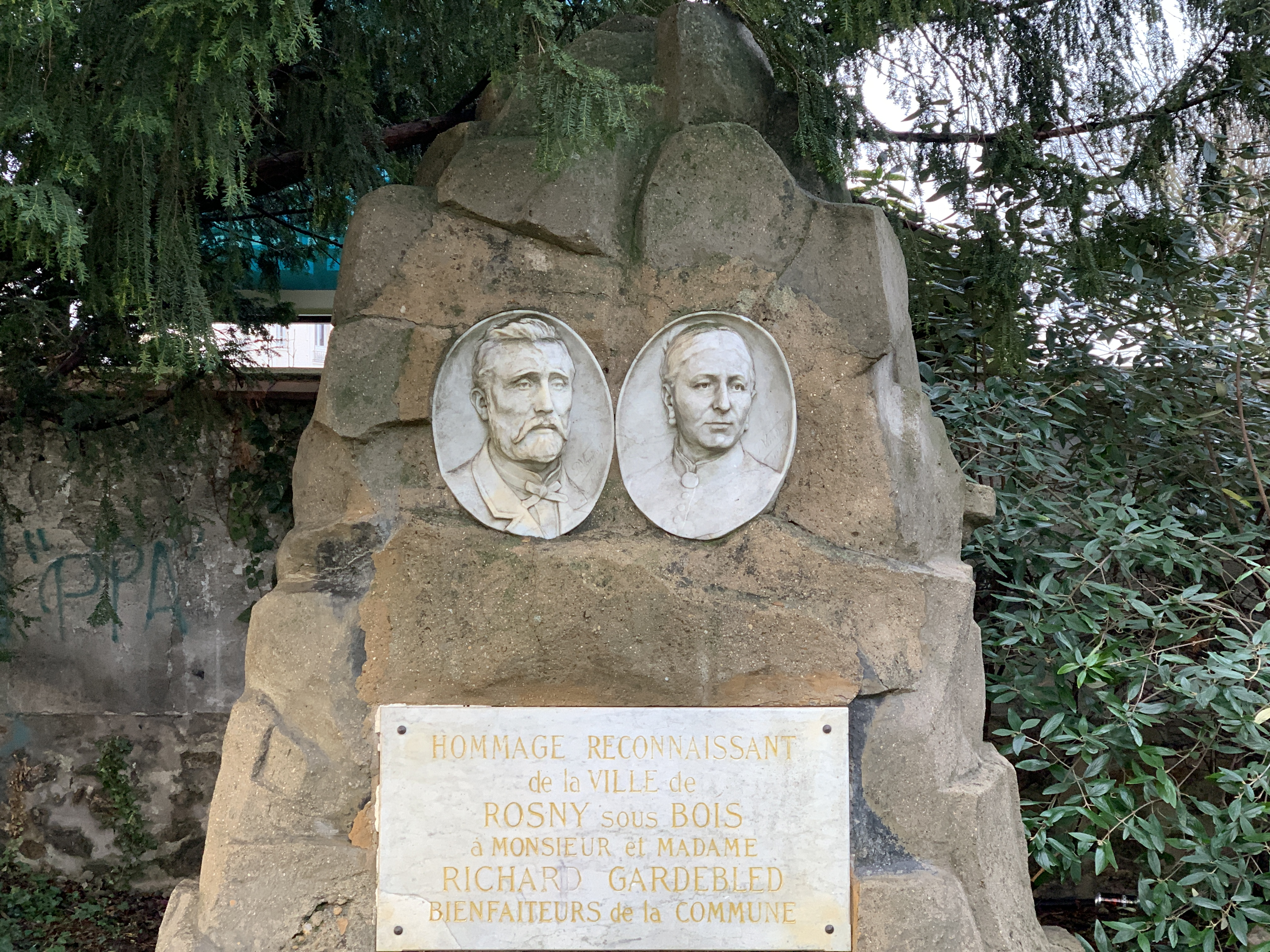
Stèle aux époux Gardebled.

- La famille Benard, importants graveurs au XVIIIe siècle.
- Michel Rougerie : pilote moto
- Selim Bouadla : footballeur (Havre AC)
- François Cadet : acteur, directeur du théâtre Georges-Simenon de la Ville
- Eddy Capron : footballeur (Le Mans UC)
- Laurent Cugny : professeur à l’université Paris Sorbonne-Paris IV, directeur de la Maison du jazz, ancien directeur de l'ONJ, compositeur
- Mamadou Diakité : footballeur
- Nicolas Douchez : footballeur (Paris Saint-Germain)
- Thierry Escaich : organiste et compositeur
- Alain Goraguer : compositeur et arrangeur
- Avédis Messoumentz (1905-1981) : compositeur et chef de chœur arménien longtemps habitant de la ville
- Frédérique Jossinet : judokate
- Reynald Lemaître : footballeur (SM Caen)
- Pascal Nouma : ex-footballeur
- Jean-Marie Zacchi (1944-) : artiste peintre demeurant à Rosny – ex-président du Salon des artistes français – président d'honneur des Peintres officiels des Armées[64]
- Selim Bouadla : footballeur
- Willy Boly : footballeur (Wolverhampton Wanderers)
- Soufiane Guerrab : acteur
- Mathilde Warnier : actrice
- Solène Rigot : actrice
- Patricia Costantini : cadre dans les instances sportives nationales

### Armoiries
| armes de Rosny-sous-Bois | Les armes de Rosny-sous-Bois se blasonnent ainsi : D'azur à l'aigle essorante d'argent tenant dans sa serre dextre un rameau d'olivier d'or posé en pal. Ce sont celles de la famille Le Ragois, qui a notamment bâti le château d'Avron. |